# Faculté de médecine de Montpellier
Pour un article plus général, voir Université de Montpellier.
La faculté de médecine de Montpellier-Nîmes est une unité de formation et de recherche, composante de l'université de Montpellier pour la formation de futurs professionnels de la santé et de chercheurs dans le domaine du vivant.
Cas unique en France, la faculté de Montpellier-Nîmes est liée par convention à deux centres hospitaliers universitaires (CHU) : celui de Montpellier et celui de Nîmes.
La faculté est située dans le centre-ville de Montpellier, pour les bâtiments historiques (« bâtiment historique » : rue de l’École-de-Médecine, institut de biologie : boulevard Henri-IV), à proximité des hôpitaux au nord de Montpellier (unité pédagogique médicale, institut universitaire de recherche clinique, nouveau Campus Santé Arnaud de Villeneuve : avenue du Doyen-Giraud), et possède une antenne à Nîmes (chemin du Carreau-de-Lanes), à proximité du CHU Carémeau.

## Histoire

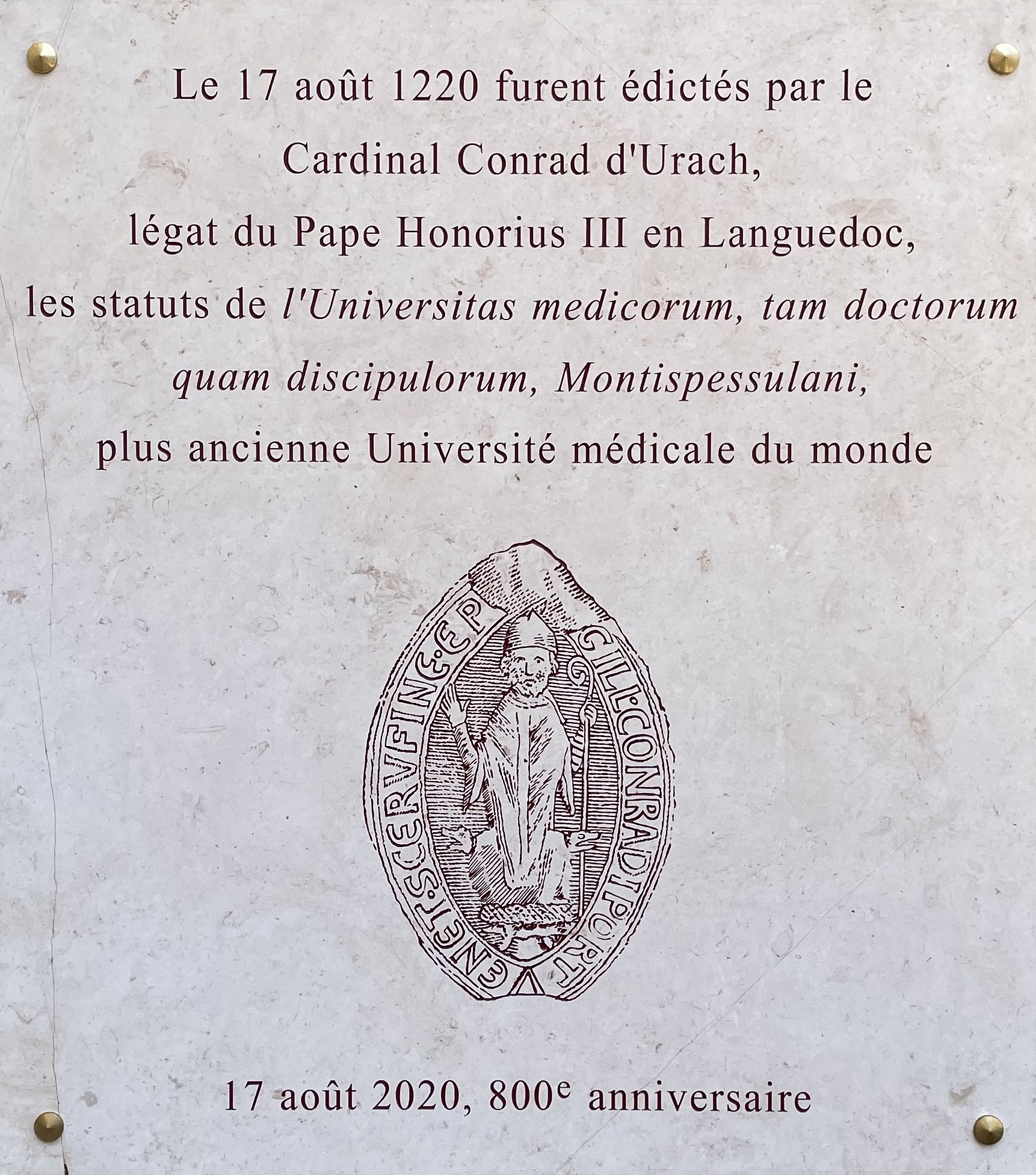
Plaque commémorative inaugurée le 17 août 2020 (cour d'honneur du bâtiment historique de la faculté).

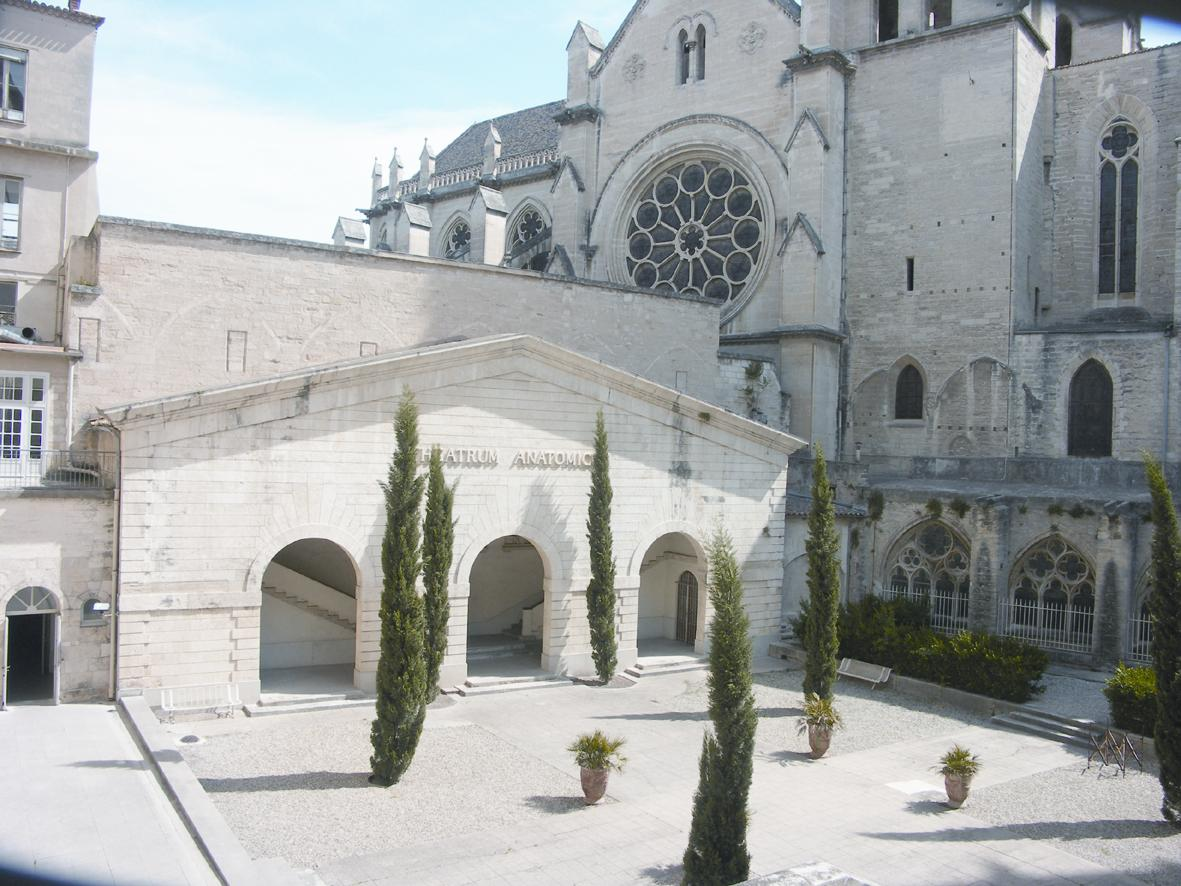
La cour d'honneur (ancien cloître du collège-monastère Saint-Benoît) et le Theatrum Anatomicum construit en 1804 et financé en partie par Chaptal.

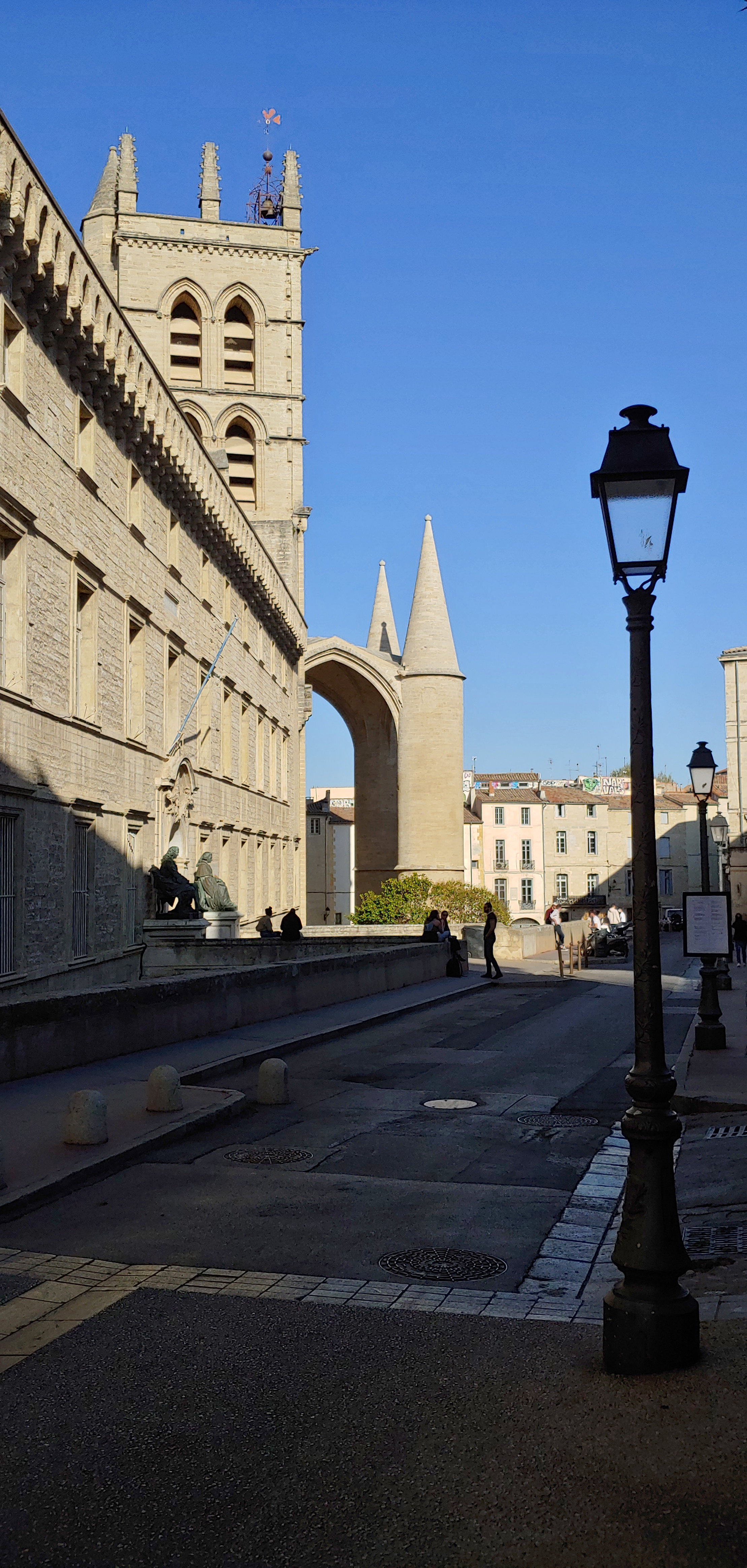
Faculté de médecine de Montpellier.

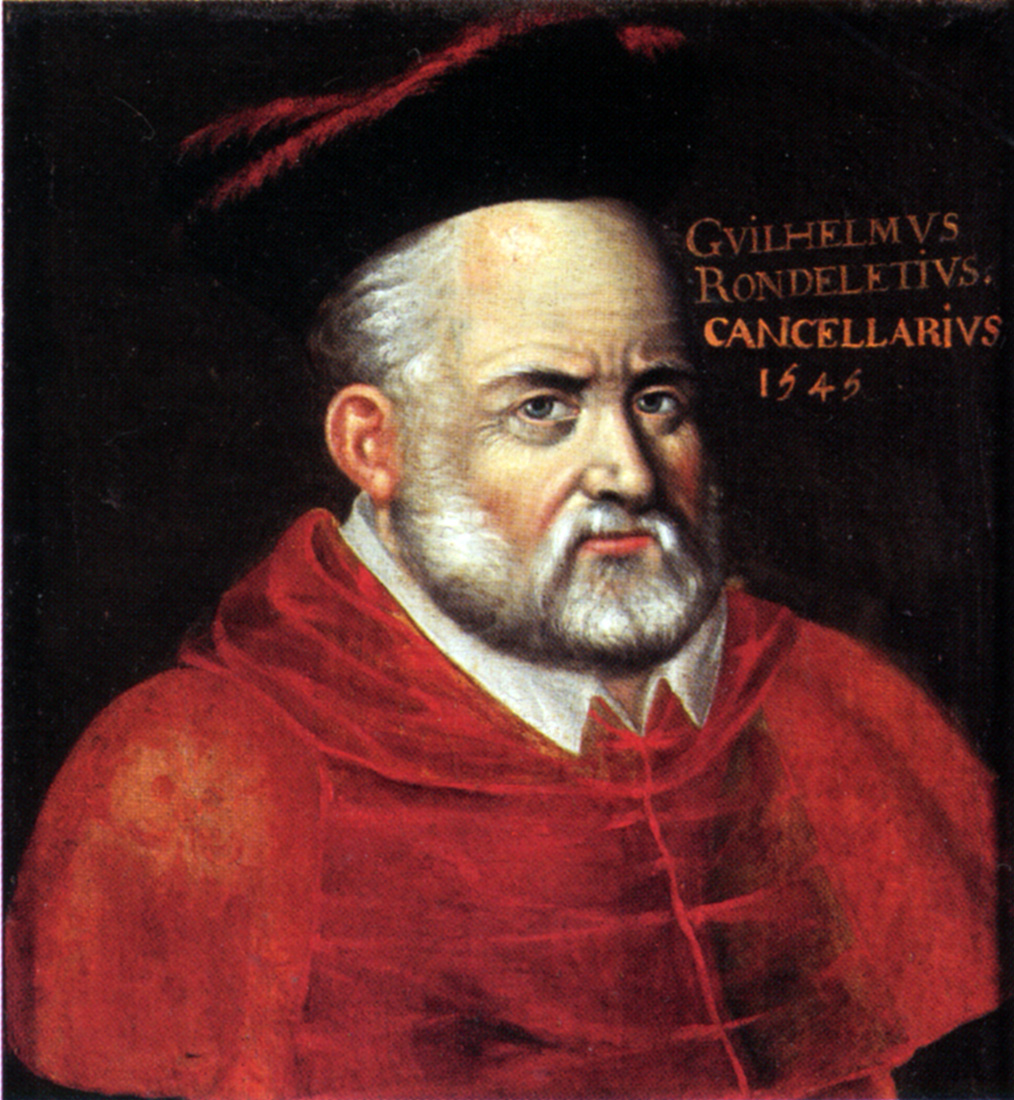
Guillaume Rondelet en 1545.

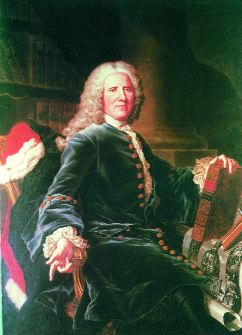
François Gigot de Lapeyronie.

La faculté de médecine de Montpellier, créée en 1220, est la plus ancienne université du Monde en ce qui concerne la médecine,,, au sens juridique et conceptuel du terme « université » tel que défini à partir du XIIIe siècle en Europe, au même titre que les universités de Paris, Oxford et Bologne le sont pour la théologie, les arts libéraux (Paris) et le droit (Oxford et Bologne). Elle a fêté ses 800 ans tout au long de l'année 2020 et 2021 et a fait l'objet d'une édition d'un timbre poste commémoratif national.
Sa devise fait référence à la tradition hippocratique qui constituait l'essentiel de l'enseignement médical à sa fondation : Olim Cous nunc Monspeliensis Hippocrates (« Jadis, Hippocrate était de Kos, maintenant il est de Montpellier »).

### Moyen Âge

#### Contexte
Montpellier est une ville nouvelle de l'an mille, profitant de l'explosion urbaine et commerciale qui marque l'Europe de cette période. Les invasions barbares, puis celles de l'expansion de l'islam en méditerranée avait amené une coupure entre Orient et Occident, les deux mondes restant relativement séparés, chacun vivant en vase clos. Puis des échanges commerciaux et culturels s'établissent.
Montpellier n'était qu'une modeste bourgade, doté d'un petit sanctuaire situé près d'un chemin de Compostelle, à côté de villes plus importantes comme Nîmes, Béziers, Narbonne… où existent des communautés juives ayant des médecins renommés. Les raisons du développement de Montpellier sont principalement géographiques : la ville est idéalement située à la croisée des chemins de circulation terrestre et maritime, avec son port de Lattes (port alors le plus important entre Gênes, Pise et Barcelone), d'autant plus que les navires de Lattes avaient obtenu du Pape d'être « nefs absoutes » c'est-à-dire d'avoir le privilège de commercer avec les infidèles. Ceux-ci étant tout proches puisqu'ils occupaient une grande partie de l'Espagne et les îles Baléares.

#### Origine
Nombreux sont les voyageurs, marchands, médecins, savants, qui passent à Montpellier en reliant les péninsules ibérique et italienne, ce qui permet le partage des influences des mondes arabo-andalou et byzantin. Rapidement, une importante communauté médicale se constitue à Montpellier au XIIe siècle, ce qui est alors très rare dans l'Europe médiévale, en dehors de l'École de médecine de Salerne où l'enseignement de la médecine s'était développé dès le IXe siècle. 
Dans ce contexte, l'enseignement médical à Montpellier est né de la pratique, en dehors de tout cadre institutionnel, au début du XIIe siècle. La pratique médicale se fonde sur les écrits de la Grèce antique conservés par les Arabes. Ils seront traduits et enrichis par la science arabo‑persane (dont Avicenne entre autres), qui parvient en Europe grâce à la civilisation d'Al-Andalus présente dans la péninsule ibérique et par la culture latine et sicilienne (avec, par exemple, Constantin l'Africain, un moine de Tunisie ayant traduit l'arabe). 
Le seigneur de Montpellier Guilhem VIII accorde en 1181, à « tout homme, quel qu'il soit et d'où qu'il soit » le droit de « diriger une école de médecine à Montpellier ». Dans le hall d'entrée du bâtiment historique de la faculté, on peut lire qu'un tiers des premiers médecins illustres de Montpellier étaient juifs,. Cette liberté d'enseigner la médecine  a très certainement conduit à accroître la renommée de la ville, mais aussi la diffusion de connaissances médicales de manière complètement dérégulée.

#### Organisation
En 1220, apparaît la nécessité d'encadrer, d'organiser et de garantir l'enseignement de la médecine à Montpellier. Ainsi, le cardinal Conrad d'Urach, légat apostolique du pape Honorius III, concède à l'« universitas medicorum » ses premiers statuts,,,,. Il s'agit d'une charte de fondation juridique octroyée par l'autorité en vigueur (la papauté), qui détermine avec précision qui peut enseigner, comment est rendue la justice au sein de l'université, et quelles sont les règles de fonctionnement entre enseignants et étudiants, autour d'un équilibre de droits et de devoirs entre ces deux communautés. Cet acte de fondation s'inscrit dans un schéma géopolitique international de lutte d'influence entre les papes et les empereurs autour de la création des premières universités au XIIIe siècle, : Oxford (royaume d'Angleterre, droit), Paris (royaume de France, théologie et arts libéraux), Bologne (Sain-Empire romain germanique, droit) et Montpellier (couronne d'Aragon, médecine). À ces aspects politiques, s'ajoutent des intérêts idéologiques. Outre le fait que l'enseignement de la médecine était sans doute tellement dérégulé depuis l'édit de Guilhem VIII qu'il existait un certain charlatanisme, la fondation de la première université de médecine de l'histoire s'inscrirait de surcroît dans la guerre contre le catharisme, ce qui constitue l'hypothèse historique la plus probable aujourd'hui,. En effet, le légat apostolique qui a fondé l'université de médecine avait été envoyé en Languedoc pour une seule mission : combattre l'hérésie cathare par tout moyen. Comme le décrit bien le Pr François-Olivier Touati, le préambule des statuts de 1220 fait référence de manière implicite mais sans ambiguïté à l'hérésie. La promotion de la médecine par l’Église qui est inscrite dans ces statuts représente un changement de paradigme total de l’Église vis à vis de la médecine, qui est même élevée au rang de science universitaire, alors qu'elle n'avait été jusqu'alors considérée qu'avec beaucoup de réserves et de restrictions (jusqu'au IVe concile du Latran en 1215). Aussi, la médecine dont l'objectif est d'améliorer la santé charnelle irait contre l'idéologie cathare, et en contrôlant la formation des médecins, l’Église gagnait également le monopole de la pratique médicale, empêchant toute implication des médecins auprès des cathares.
Un cadre institutionnel s'est développé autour de l'enseignement médical, en moins d'un siècle. Le 26 octobre 1289, le pape Nicolas IV adresse, depuis Rome, la bulle « Quia Sapientia », à tous les docteurs et étudiants de la ville de Montpellier, créant ainsi officiellement l'université de Montpellier regroupant la médecine, le droit, et les arts libéraux. « Les diplômes délivrés par l'université de Montpellier auront un caractère universel puisque garantis par le Pape par l'intermédiaire de l'évêque de Maguelone, son représentant. Le diplôme délivré aux impétrants leur donnera licence d'exercer hic et ubique terrarum, formule qui sera pieusement conservée jusqu'à la Révolution dans les lettres de licence en médecine » et sera adoptée comme devise par l'université de Paris.
Toutefois, les médecins refusèrent que leur école soit une simple composante d'une université globale et décidèrent de continuer à fonctionner en autonomie en tant qu'« université des médecins » (Universitas medicorum). Fait singulier dans l'histoire des universités, l'indépendance de l'université de médecine de Montpellier se poursuivra jusqu'à la création de l'Université impériale (Université de France) en 1808, où elle n'en deviendra alors qu'une composante (faculté). Cette singularité permet probablement d'expliquer la spécificité de l'enseignement médical montpelliérain, qui, indépendant des autres facultés, se tournera non pas exclusivement vers la médecine mais intègrera au contraire de nombreux champs de la connaissance (sciences naturelles, philosophie, littérature, arts…).
Jusqu'au début du XIVe siècle, l'université de médecine n'occupe aucun bâtiment propre. Les cours sont dispensés le matin au domicile des maîtres, consistant dans la lecture et l’interprétation des textes anciens, dont le maître possédait une copie. L'après-midi, maître et étudiants se rendaient chez les patients pour la pratique et l'enseignement de la médecine « au lit du malade ». Concernant les actes de l'université (débats autour de différents thèmes que l'on appelaient les « disputes », passage des examens, soutenance de diplômes, assemblée de l'Université…), ceux-ci étaient réalisés dans les églises de la ville (Saint-Firmin qui avait en outre la charge d'archiver tous les actes de l'université médicale, Notre-Dame des Tables, ou encore la Salle L’Évêque, résidence montpelliéraine de l’évêque de Maguelone). En 1340, l'université crée un cours officiel d'anatomie sur cadavre, l'un des plus précoces de l'histoire universitaire, qui en fera sa renommée. Les années 1360 voient la construction des tout premiers bâtiments universitaires de la ville, œuvre du pape Urbain V : collège des douze médecins (ou collège de Mende, encore appelé collège du Pape, rue Alexandre Germain,) et collège Saint Benoît Saint Germain (initialement prévu pour les étudiants en droit et en théologie, puis palais épiscopal en 1536, et enfin bâtiment historique de la faculté de médecine depuis 1795,). Le collège Saint Benoît était associé à un monastère bénédictin et était doté d'une abbatiale à la silhouette fort remarquable (4 tours carrées précédées d'un porche muni de 2 piliers cylindriques),, qui était au Moyen Âge l'"église universitaire" de tous les étudiants de Montpellier (actuelle cathédrale Saint Pierre).

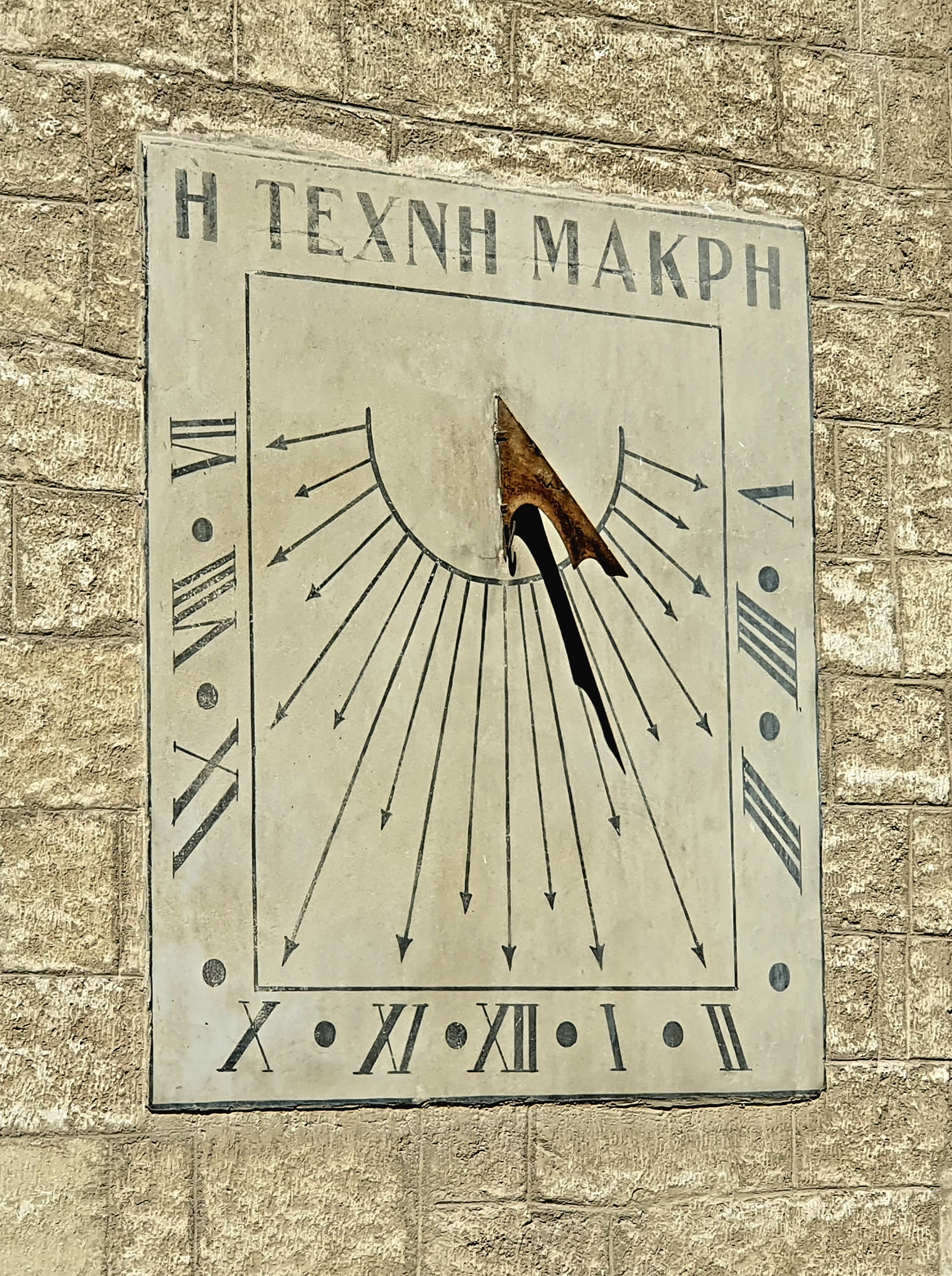
Cadran solaire sur la façade de la faculté de médecine de Montpellier, portant l'inscription « H TEXNH MAKPH» (« L'art est long »), extraite des aphorismes d'Hippocrate.

L'école de médecine jouit d’un grand prestige, ayant la réputation d’avoir hérité du savoir de Al Andalus (l'Andalousie musulmane), et accueille des étudiants de toute l’Europe. Son rayonnement va bénéficier de la proximité d'Avignon (papauté) et de l'enseignement de maîtres illustres, dont Arnaud de Villeneuve et Gui de Chauliac. La place de l'enseignement clinique est importante, constituant une autre spécificité de l'enseignement médical montpelliérain, héritage de l'école de Salerne et plus généralement de la médecine médiévale arabopersane qui alliait doctrine et pratique, incluant tout particulièrement la chirurgie,,.

### Renaissance
La Renaissance se caractérise par une rénovation de l'enseignement à l'université de médecine de Montpellier qui est alors un centre intellectuel de haut niveau renommé dans toute l'Europe.
De la Renaissance à la fin de l'Ancien Régime, l'enseignement est marqué par la perte progressive de la tutelle cléricale au profit de l'État. La faculté acquiert ses propres locaux en 1469 et de nouvelles règles édictées par le décret royal de Louis XII le 24 août 1498, ce qui fonde le « Collège Royal de Médecine ». Cet édifice était situé près de l'actuelle église Saint-Mathieu, dans la rue du bout du Monde (déformation phonologique populaire de « bout du Mont »), encore appelée « rue des médecins » du fait de la présence du domicile de nombreux maîtres. C'est également dans le prolongement de cette rue qu'était situé le collège des douze médecins (ou collège de Mende, car recevant préférentiellement des étudiants natifs du Gévaudan, voir plus haut), en face duquel sera construit en 1452 un autre collège, le collège de Girone (pour des étudiants en médecine d'origine catalane). À la Renaissance, le collège de Mende prendra le nom de « collège du Pape » par opposition au collège royal de médecine (collège du Roi) construit dans les mêmes rues. Si les collèges de Mende et de Girone sont des collèges au sens médiéval du terme, c'est-à-dire des lieux d'étude mais aussi et avant tout des lieux d'hébergement pour étudiants peu fortunés, le collège royal constituera les premiers locaux propres de l'université de médecine, réunissant l'ensemble des maîtres et des étudiants pour les leçons, la botanique (jardin des simples), et les dissections. En 1556, l'université est la première de France à se doter d'un amphithéâtre consacré à l'examen des cadavres.
Le règne d'Henri IV laisse à Montpellier le sentiment d'une renaissance universitaire. L'école de médecine est dotée d'un « jardin des plantes » dès 1593. Volonté d'un roi, il est l'œuvre d'un professeur de médecine, Pierre Richer de Belleval. Premier jardin botanique officiel de France, antérieur à celui de Paris, il constitue aujourd'hui encore l'une des plus belles richesses de Montpellier.
La renommée de la médecine à Montpellier est alors considérable, attirant des étudiants de toute l'Europe, comme les frères Platter, originaires de Bâle, qui feront un récit célèbre de leurs années d'étude à Montpellier. Ce récit sera romancé par Robert Merle dans le second volume de Fortune de France, « En nos vertes années ». On y croise Guillaume Rondelet, professeur puis chancelier de l'université de médecine en 1556. Étudiant de l'Université au même moment que Michel de Nostredame, dit Nostradamus, et François Rabelais, Rondelet sera cité dans le Tiers Livre de son ami sous le pseudonyme du médecin Rondibilis. La vie étudiante montpelliéraine est même racontée dans l’œuvre de Rabelais, notamment la « morale comédie de celui qui avait épousé une femme muette ». Il s'agissait d'une saynète jouée à Montpellier par les nouveaux médecins diplômés, et décrite au chapitre 33 du Tiers Livre. Rabelais sera étudiant à l'université de médecine de 1530 à 1532 puis en 1537 où il obtiendra son diplôme de docteur, équivalent du professorat. Rabelais enseignera d'ailleurs à l'Université jusqu'en 1538. Rabelais et Rondelet sont les figures des médecins de la Renaissance. Le premier est le chantre de la libre pensée et du libre arbitre, à l'encontre du carcan religieux. La célèbre recommandation de la lettre de Gargantua à son fils Pantagruel « science sans conscience n'est que ruine de l'âme » publiée en 1532 est devenue aujourd'hui la phrase socle de la bioéthique. Les étudiants en médecine montpelliérains célèbrent encore aujourd'hui leur prédécesseur en revêtant la robe rouge dite « de Rabelais » lors de leur examen final (soutenance de thèse), depuis plus de 400 ans. Dans le code national de la faluche, la coiffe des étudiants français depuis le XIXe siècle, un article est dédié à celle de Montpellier qui se distingue des autres Universités de l'hexagone par la représentation de 4 crevés formant croix de la couleur de la discipline étudiée, en hommage à Rabelais, figure universitaire de la Renaissance.
Concernant Rondelet, ce dernier incarne le médecin naturaliste de la Renaissance, intéressé autant par l'anatomie humaine que par les sciences naturelles dans leur ensemble. Il se distinguera par son ouvrage sur les Poissons, étude systématique du règne animal marin. Outre l'aspect anatomique, Rondelet étudiera l'effet de la consommation de chaque espèce sur la santé. Rondelet créera le premier amphithéâtre d'anatomie (1556) mais aussi le premier jardin de simples (plantes médicinales) au sein même du collège royal de médecine en 1554, plusieurs décennies avant la création du grand jardin des plantes par Richer de Belleval. La direction du jardin des plantes de Montpellier est encore confiée symboliquement aujourd'hui à un professeur de la faculté de médecine pour témoigner de l'attachement des médecins montpelliérains à la botanique depuis le Moyen Âge et la Renaissance. Les guerres de religion vont mettre un terme à cette floraison avant que le jardin des plantes ne soit réhabilité après sa destruction partielle par les armées de Louis XIII en 1622.

### Lumières et Révolution
Jusqu'à la fin de l'Ancien Régime, Montpellier est en rivalité avec Paris mais fournit néanmoins la plupart des premiers médecins du roi, dont la fonction est à la fois médicale et politique (équivalent du ministre de la santé). C'est notamment le montpelliérain Chirac qui, en tant que premier médecin du roi, impliquera (avec plus ou moins de succès) l'université de médecine de Montpellier dans la gestion sanitaire de la dernière grande épidémie de Peste sur le sol métropolitain à Marseille en 1720.
Un chirurgien montpelliérain se distinguera particulièrement pendant cette période : François Gigot de Lapeyronie. Chirurgien habile, il sera chirurgien-chef de l’Hôtel-Dieu Saint-Éloi de Montpellier, enseignant au Collège royal de médecine en tant que démonstrateur d'anatomie, puis deviendra le premier chirurgien du roi Louis XV. En obtenant de Louis XV l’ordonnance royale du 23 avril 1743, il parviendra à séparer définitivement le métier de barbier de celui de chirurgien, et par conséquent à rapprocher les chirurgiens des médecins. Il contribuera à la création de l'Académie royale de chirurgie qu'il présidera. Sur le modèle de l'amphithéâtre d'anatomie de Saint-Côme à Paris, il créera par son legs l'hôtel Saint-Côme à Montpellier, qui sera le siège de l'académie royale de chirurgie de la ville.

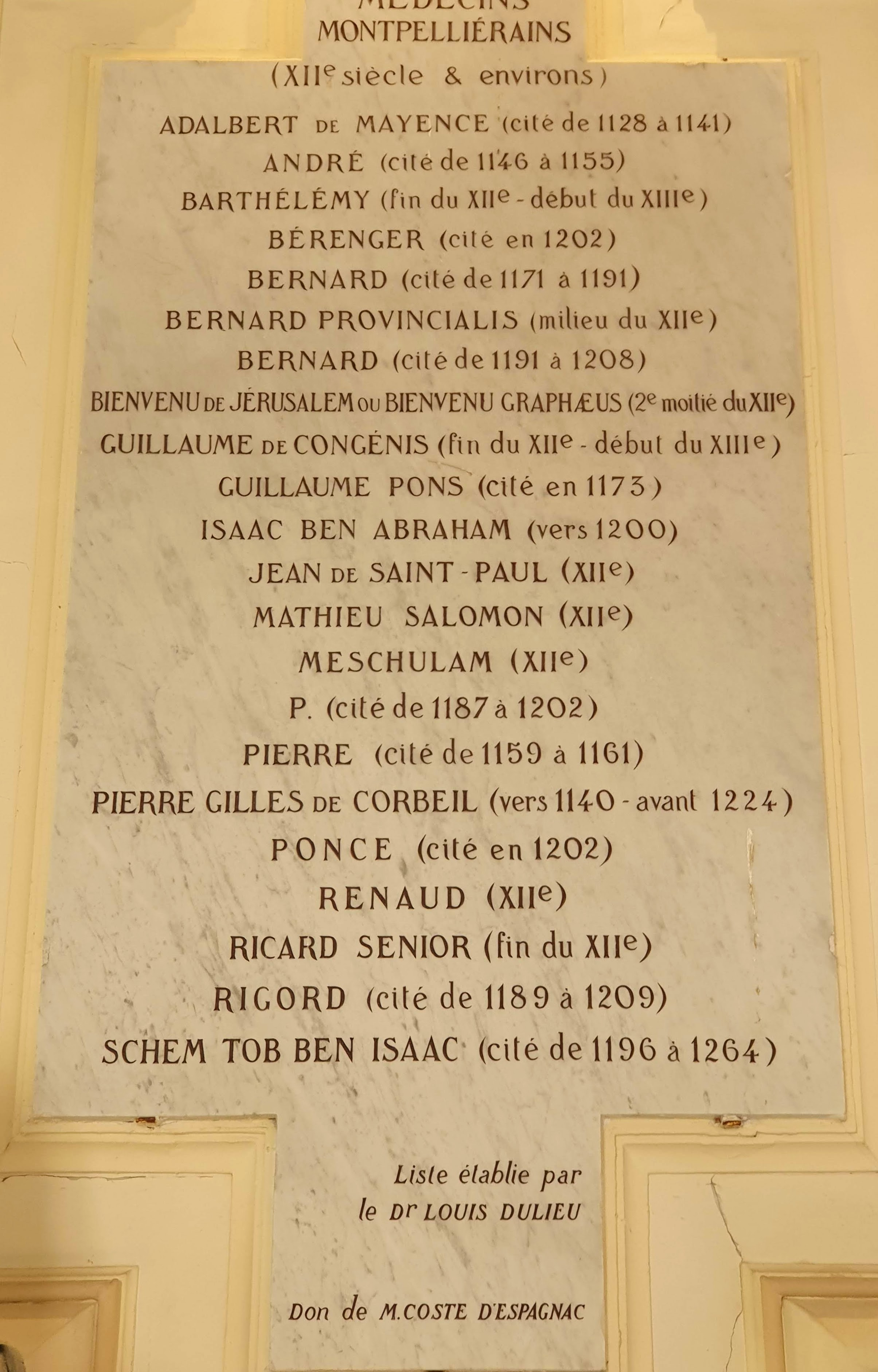
Plaque commémorative dans le vestibule de la faculté de médecine

Le XVIIIe siècle est marqué par une révolution idéologique, sociétale et politique dans laquelle l'université de médecine s'inscrira à sa manière. Sur le plan scientifique, nombreux seront les professeurs qui contribueront à l'Encyclopédie de Diderot et d'Alembert, comme Barthez, Bordeu, Fouquet, Ménuret de Chambaud et surtout Gabriel-François Venel qui fut l'auteur de 730 articles de l'Encyclopédie, échelonnés depuis le volume II paru en 1752, jusqu'au volume XVII publié en 1765. Selon le Pr Jean-Pierre Dedet, « son chapitre sur la chimie était un plaidoyer en faveur de cette discipline considérée comme une science autonome, totalement séparée de l'alchimie ».
Le siècle des Lumières est marqué également à Montpellier par la formulation d'une doctrine philosophique, le vitalisme, portée par l'un des plus illustres professeurs de médecine : Paul-Joseph Barthez. À travers cette doctrine du vitalisme montpelliérain, Barthez tentera l'une des premières définitions de la spécificité du monde vivant autour d'une unité indissociable. Cette doctrine s'opposera plus tard à la médecine expérimentale de Claude Bernard qui, bien qu'extrêmement performante dans les progrès amenant à une compréhension mécanique de l'organisme (physiologie), aura découpé in fine le monde vivant en de multiples briques et fonctions. Cette découpe de plus en plus précise amènera nécessairement à la « surspécialisation » médicale d’aujourd’hui qui, parfois, peut être source d’errance diagnostique et thérapeutique. Le vitalisme montpelliérain des Lumières est aujourd'hui redécouvert à l'aune de cette médecine contemporaine de spécialistes, bien entendu indispensables, en rappelant l'unité indissociable de l'être, pour ne pas oublier de considérer le patient dans sa globalité.
Enfin, de nombreux médecins formés à l'université de médecine s'inscriront dans ce siècle si particulier, tels Pierre Marie Auguste Broussonet. Ce médecin botaniste de la très distinguée Royal Society de Londres et de l’Académie des sciences de Paris, rapportera de Chine le ginkgo biloba, qui sera le premier à être planté en France au jardin des plantes de Montpellier (précisément en 1795 par Antoine Gouan, premier directeur du jardin, titre supplantant celui d'intendant royal après la Révolution). Auguste Broussonet mènera parallèlement une carrière politique. Il sera élu à l'Assemblée Nationale en 1789 et à l’Assemblée législative en 1791 avant d'être proscrit en tant que girondin. Il sera rappelé en France à Montpellier pour prendre la succession de Gouan en tant que professeur de botanique et directeur du jardin des plantes de 1803 jusqu'à son décès en 1807. Citons encore l'érudit et philologue grec Koraïs qui obtient son doctorat à l'université de médecine en 1786 et François Mireur, qui popularisera La Marseillaise. François Mireur fait ses études à Montpellier de 1789 à 1792,. Juste après avoir obtenu son doctorat le 16 juin 1792, il s'engage le 20 juin comme volontaire dans le bataillon des Marseillais en partance pour Paris. Il est reçu le lendemain au club des jacobins de Marseille. C'est lui qui, pour la première fois, entonne à Marseille « le chant de guerre pour l'armée du Rhin » composé par Rouget de l'Isle, qui deviendra la Marseillaise. Son nom fait partie des 600 qui sont inscrits sous l'arc de triomphe de l’Étoile à Paris (côté sud).

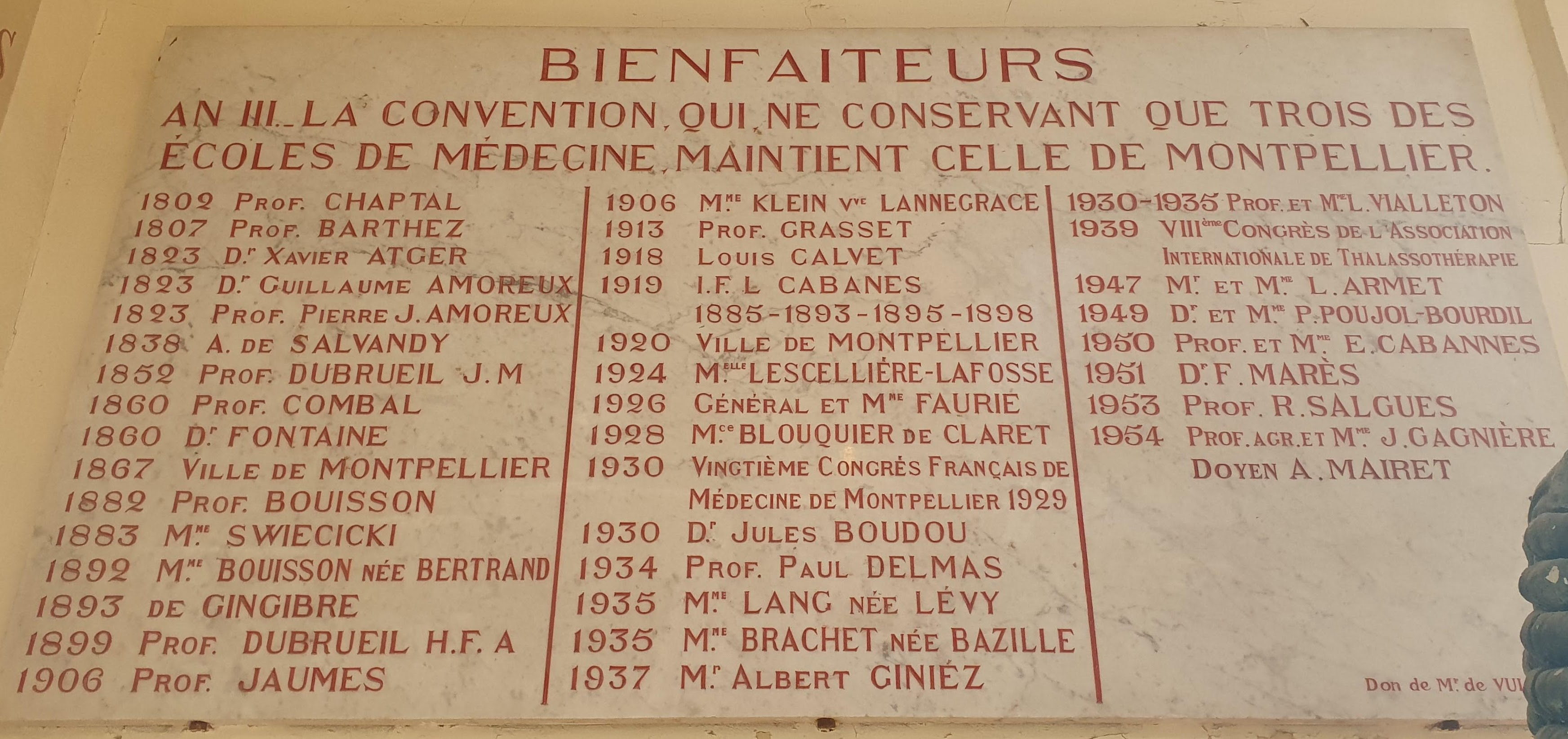
Liste de bienfaiteurs de l'École de médecine de Montpellier (1802 à 1954) dans le vestibule de la faculté de médecine.

La Révolution française est une période extrêmement troublée y compris en ce qui concerne l'enseignement universitaire. Par acte du 12 août 1792, l'Assemblée nationale fermait toutes les universités et écoles de France (institutions affiliées à l'Ancien Régime et à l’Église) et confisquait leurs biens, et en août 1793, les académies et sociétés savantes (institutions affiliées au corporatisme) étaient supprimées, dont le Jardin Botanique Royal de Montpellier, qui sera alors placé sous l'autorité du conseil municipal. Heureusement, la municipalité évitera que le jardin ne soit totalement transformé en jardin potager destiné à nourrir la population en ces temps de disette. Barthez alors chancelier de l'université partira se cacher à Narbonne car suspect de sympathies royalistes, et c'est le doyen de l'université (plus ancien enseignant) qui restera assurer les cours et supplantera pour la première fois le rôle du chancelier. Heureusement, le doyen Gaspard-Jean René était aussi membre du Conseil municipal et influera avec les autres membres médecins, chirurgiens et apothicaires, sur la décision de la municipalité de confisquer les biens du Collège royal de médecine (université) pour les préserver. Avec la complicité de la municipalité et de la Cour locale, l'enseignement médical se poursuivra à Montpellier en toute clandestinité, et les professeurs seront même rémunérés et remboursés de leurs frais par la municipalité en 1793. En d'autres termes, l'université de médecine de Montpellier est la seule en France à avoir assuré un enseignement continu pendant toute son histoire.
Dès 1794, devant la nécessité de former des médecins, notamment des médecins militaires pour suivre les armées révolutionnaires, la Convention décrètera (décret du 4 décembre 1794 (14 frimaire de l'an III)) la fondation de trois écoles de santé (Montpellier, Paris et Strasbourg) dispensant un enseignement médical et chirurgical.
En 1795, la faculté quitte ses locaux anciens et étroits (Collège royal de médecine) pour ses locaux actuels, le monastère Saint-Benoît, alors évêché de la ville depuis 1536, jouxtant la cathédrale Saint-Pierre, et confisqué à la Révolution en tant que bien national. C'est depuis cette date le bâtiment historique de la faculté de médecine (voir ci-dessus). Le bâtiment du Collège royal quant à lui deviendra l'école de pharmacie, l'une des trois plus anciennes de France créées avec Paris et Strasbourg en 1803 dans les trois villes possédant une école de santé. Ce bâtiment a été rénové par la ville de Montpellier et accueille depuis 2013 une résidence d'artistes et un centre d'exposition d'art contemporain qui a pris le nom de Panacée, en mémoire de l'enseignement médical et pharmaceutique qui en a marqué sa fonction première (MO.CO La Panacée, rue de l'école de pharmacie).

### Consulat, Empire etXIXesiècle
Le début du XIXe siècle s'inscrit dans la suite immédiate de la Révolution française et du mouvement des Lumières.
Dans les nouveaux locaux de l'école de santé acquis à la Révolution, Jean-Antoine Chaptal fait construire un théâtre d'anatomie. Médecine et chirurgie sont réunies, comme en témoigneront quelques décennies plus tard l'inauguration des deux statues encadrant la porte d'entrée de la faculté : Lapeyronie et Barthez, le chirurgien et le médecin emblématiques de la faculté au XVIIIe siècle.
La période 1794-1803 correspond à une phase féconde de réformation et à l'enseignement des idées scientifiques nouvelles. Le décret du 11 mars 1803 (20 ventôse de l'an XI) soumet l'exercice de la médecine à l'obtention d'un doctorat. Le décret du 17 mars 1808 fixe le fonctionnement de l'Université impériale (Université de France). L'université de médecine de Montpellier devient une faculté, composante de l'Université. L'enseignement de la médecine de l'ère moderne trouve alors un cadre institutionnel fixe et peut se développer sans crise majeure. La contribution réciproque entre enseignement et pratique hospitalière ne fera désormais que se poursuivre.
L'École de médecine de Montpellier aura formé à elle seule 45 % des médecins exerçant en France au début du XIXe siècle,,.
À partir de 1804, la faculté de médecine se dote sous l'impulsion politique encore une fois du professeur Jean-Antoine Chaptal, alors ministre de l'intérieur du premier consul Bonaparte, d'une bibliothèque universitaire historique. Des professeurs de la faculté, tel Victor-Gabriel Prunelle, seront missionnés officiellement par le ministre pour investiguer les fonds révolutionnaires partout en France et en Europe, dans l'objectif de choisir et collecter des ouvrages pour la nouvelle bibliothèque de la faculté. En poursuivant l'esprit des Lumières mais aussi l'esprit de l'école médicale montpelliéraine à travers les siècles, qui est celui d'une médecine s'intéressant à l'humain dans sa globalité et dans son environnement, les professeurs montpelliérains réuniront des ouvrages de référence non seulement en médecine ou en anatomie mais également dans tous les champs de la connaissance, incluant l'histoire, la géographie, la littérature, la poésie, la musique, etc.. Sera alors constituée une bibliothèque prestigieuse conservant 100 000 ouvrages imprimés jusqu’au début du XIXe siècle, dont 300 incunables et un millier de manuscrits remontant jusqu’au VIIIe siècle, par exemple : 327 manuscrits de la bibliothèque de Troyes, le psautier de Charlemagne, le chansonnier de Montpellier (seul recueil existant de motets français du XIIIe siècle), ou encore le Tonaire de Saint-Bénigne de Dijon rédigé au XIe siècle, considéré comme la « pierre de Rosette » du chant grégorien.
Dans le même sens qu'a été créée une bibliothèque universitaire regroupant des ouvrages exemplaires dans tous les champs de la connaissance incluant les arts, à partir de 1813, sera créé, au sein même de la faculté de médecine, le musée Atger, plus ancien musée des beaux arts de la ville,. Comme pour le musée Fabre qui a été constitué de manière contemporaine et selon le même principe de legs donnés par le peintre François-Xavier Fabre, le collectionneur Jean-François Xavier Atger lèguera un millier de dessins de maîtres des écoles flamandes, italiennes et françaises du XVIIe au XIXe siècle, pour que les étudiants en médecine puissent exercer leur sens de l’observation, compétence jugée fondamentale pour la discipline. A cette fin, le cabinet est encore utilisé par certains professeurs de nos jours comme en psychiatrie, pour l'étude des portraits et des attitudes.
Le XIXe siècle verra la construction d'une aile supplémentaire le long du boulevard Henri-IV (1851), abritant le conservatoire d'anatomie (devenu musée d'anatomie) ainsi que du pavillon d'anatomie (reconstruit au XXe siècle). En 1890 est établie dans le prolongement de la faculté le long du boulevard Henri-IV, la construction d'une annexe nommée « Institut de Biologie », qui sera agrandie par la suite.
La faculté de médecine de Montpellier est fédérée, en application de la loi du 10 juillet 1896, à l’université de Montpellier.
Enfin (et dans tous les sens du terme), les femmes entrent à la faculté en cette fin de XIXe siècle. L'écossaise Agnès McLaren est la première étudiante diplômée d'un doctorat de la faculté (1878), et Pauline Lautaud la première française (1894). La même année s'inscrit Glafira Ziegelmann, originaire de Russie, qui sera la première femme interne des hôpitaux de province (1897), puis la première femme cheffe de clinique à la faculté, et la première femme en France à être admise au concours de l'agrégation de médecine (écrit et anonyme) mais qui, bien que soutenue par les professeurs montpelliérains, ne sera pas retenue à l'oral parisien du fait qu'elle était une femme (1910). Glafira continuera une brillante carrière à Montpellier en gynécologie-obstétrique et remplacera à la direction du sanatorium de Montpellier son mari, Amans Gaussel, lorsque ce dernier sera mobilisé pendant la guerre. Leurs enfants immortaliseront ce couple par le tableau de leur mère représenté dans le tableau de leur père devenu professeur, dans la salle des actes de la faculté. Il s'agit de la seule femme figurant sur un tableau de la faculté. En 2020, un amphithéâtre portant son nom a été inauguré en présence de sa famille au nouveau campus santé de la faculté.

### XXesiècle
Le début du siècle souffre de la Grande Guerre pendant laquelle la faculté perdra de nombreux médecins au front. Néanmoins, l’activité pédagogique et scientifique s’était réorganisée à la faculté dès le début du conflit. Parmi les 59 thèses soutenues pendant l’année universitaire 1914-1915, sept se rapportent à des faits de guerre. En particulier, la thèse de Gaston Gautrand relate les trois premières transfusions sanguines effectuées par Émile Jeanbrau : la toute première dans son service de l’hôpital général de Montpellier, le 14 janvier 1914 (avant le début du conflit), les deux suivantes sur des blessés de guerre. La méthode était alors compliquée, véritable intervention chirurgicale, et il fallut de longues recherches avant que la transfusion puisse être pratiquée dans les formations sanitaires de l’avant, à partir de l’année 1917, toujours sous l’impulsion d’Émile Jeanbrau. Alors que la transfusion se pratiquait « de bras à bras », la transfusion au plus près du champ de bataille, par flacons (appelés aujourd'hui culots globulaires ou communément « poches de sang »), fut rendue possible par l’utilisation du citrate de sodium afin de vaincre la course contre la coagulation. Pour arriver à ce résultat qui changera durablement les pratiques de la transfusion sanguine jusqu'à aujourd'hui encore, le chirurgien Émile Jeanbrau, professeur de chirurgie urologique à la faculté, s’était allié à son collègue physiologiste, le professeur Emmanuel Hédon qui testa la possibilité d’utiliser le citrate de soude pour éviter la coagulation du sang total. Entouré d’une petite équipe, Jeanbrau parvint à mettre au point une technique rapide, efficace et sûre qu’il appliqua aux mourants dans son ambulance chirurgicale de l’avant : l’ambulance chirurgicale automobile no 13. Il obtint une citation lui valant la croix de guerre avec palme : « Professeur agrégé à la faculté de médecine de Montpellier, chirurgien éminent. Modèle de calme et de tranquille bravoure. Vient de se distinguer d'une façon toute particulière en appliquant dans un poste chirurgical avancé et parfois soumis à de violents bombardements, une méthode nouvelle de transfusion de sang qui a déjà permis de sauver l’existence à de nombreux blessés. » Jeanbrau fut alors chargé par le service de santé du Grand Quartier général de diffuser cette information dans les centres hospitaliers des armées du Nord et du Nord Est. C’est ainsi que les transfusés des années 1917 et 1918 lui durent la vie. Jeanbrau continua son œuvre après la fin de la guerre et dirigea le premier centre de transfusion sanguine (CTS) montpelliérain créé le 28 novembre 1933.
Après la guerre, l'année 1921 voit les célébrations du septième centenaire de la fondation de l'université de médecine de Montpellier par de nombreuses manifestations dans toute la ville, sous la tutelle du président de la République Alexandre Millerand et du gouvernement lors d'un voyage de trois jours. Au cours de cette visite du sommet de l'État, sera inauguré le monument Rabelais du Jardin des Plantes, sculpture monumentale de Jacques Villeneuve offert par les étudiants de Montpellier à la faculté.
Pendant la Seconde Guerre mondiale, la faculté entrera dans des heures sombres. Après la démission du doyen Euzière, le recteur poussera Gaston Giraud à la charge décanale. Les étudiants juifs furent protégés autant que ce fut possible, comme le furent aussi, à partir de 1943, les étudiants qui partirent pourtant nombreux pour le STO (Service du travail obligatoire) en Allemagne. Pendant la guerre, la faculté s'illustrera par la découverte inopinée du pouvoir hypoglycémiant de certains antibiotiques sulfamides utilisés pour le traitement de la fièvre typhoïde dans le service du Pr Marcel Janbon, propriété qui sera démontrée expérimentalement par le Pr Auguste Loubatières et qui conduira à l'élaboration des premiers médicaments antidiabétiques oraux.
Le long décanat du doyen Gaston Giraud (1941-1960) sera marqué par des travaux considérables menés dans tous les bâtiments de la faculté. L'Institut de Biologie sera agrandi (1937 et 1960). Le bâtiment historique de la faculté (ancien collège Saint Benoît, voir plus haut Moyen Âge) sera profondément restauré. En 1957 est également construit le bâtiment abritant les laboratoires d'anatomie, accolé au bâtiment historique le long du boulevard Henri-IV. Ce bâtiment abritait encore jusqu'en 2017 les corps humains destinés aux cours d'anatomie, et le service des dons du corps.

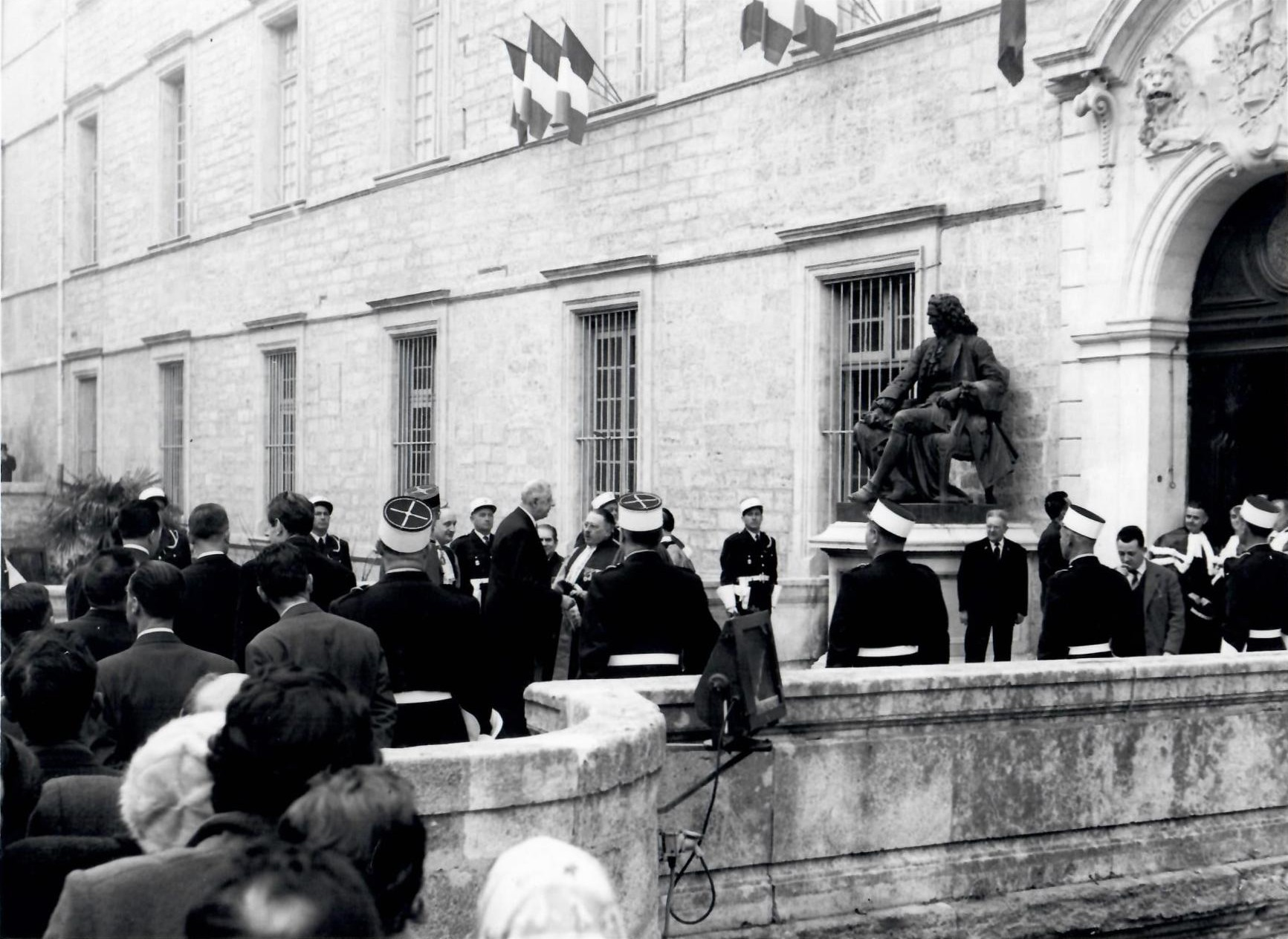
Accueil du général de Gaulle à la faculté de médecine de Montpellier le 28 février 1960

Les années 1950 et 1960 voient des changements importants sur le plan institutionnel national en ce qui concerne l'enseignement médical et l'enseignement supérieur plus généralement. Les centres hospitaliers universitaires (CHU) sont créés en 1958 dans le cadre de la réforme de l'enseignement médical proposée par le Pr Robert Debré. La faculté se lie par convention avec le CHU de Montpellier. L'enseignement supérieur sera ensuite remodelé après les évènements de mai 68 : la faculté de médecine disparaît en tant que personne morale en 1969, elle est intégrée à l'université Montpellier-1, conformément à la loi du 12 novembre 1968 (loi Edgar Faure), et devient Unité d'enseignement et de recherche (UER), puis unité de formation et de recherche (UFR) (Loi Savary en 1984).
En 1972, une antenne de l'UFR est créée à Nîmes (sur le site du CHU Carémeau). Elle offre, depuis 1995, une formation médicale complète (de la première année jusqu'à la fin de l'internat). L'enseignement est identique à celui du site montpelliérain.
En 1992 sont construits deux bâtiments : l'Unité pédagogique médicale (UPM), destinée à abriter l'enseignement pour le second cycle (de la 4e à la 6e année de médecine), et l'Institut universitaire de recherche clinique (IURC), sur le site Arnaud-de-Villeneuve, à proximité du CHU de Montpellier. C'est sur ce site que sera construit le futur campus santé, qui pourra regrouper sur un même site la totalité de la formation médicale délivrée par l'UFR de médecine. Cette construction entraînera la fermeture définitive de l'Institut de biologie du centre-ville.

### XXIesiècle
La première pierre du nouveau campus santé Arnaud de Villeneuve (avenue du doyen Gaston Giraud) a été posée symboliquement en avril 2015. Ce nouveau bâtiment de 11 440 m2, réparti sur six niveaux, accueille avec l'UPM adjacente, tous les étudiants inscrits sur le site de Montpellier en médecine, maïeutique, orthophonie, orthoptie, et soins infirmiers de pratique avancée, soit près de 3 600 étudiants. D'un coût estimé à 40,6 millions d'euros, le projet a été financé majoritairement par la région Occitanie. Il est l'œuvre de l'architecte François Fontès, et a ouvert ses portes à la rentrée universitaire de 2017.
À noter que les étudiants en seconde année de médecine ont toujours cours, symboliquement, au bâtiment historique de la faculté en centre ville. Dans ce bâtiment historique, ont toujours lieu les soutenances de thèses (depuis la Révolution), de même que la plupart des conseils de la faculté et un certain nombre d'enseignements de formation initiale et post-universitaires en santé. En outre, le département des sciences humaines et sociales en médecine (SHSmed) a déménagé de l'Institut de biologie au bâtiment historique, de même que l'Espace de réflexion éthique (ERE) Occitanie, préalablement situé au CHU de Montpellier.

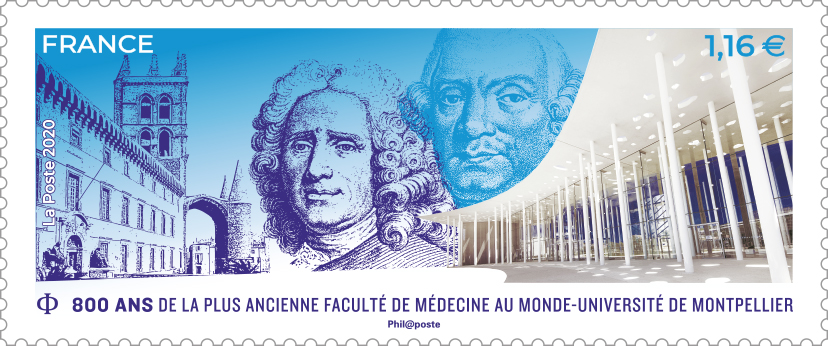
Timbre poste national émis le 13 juin 2020.

En 2020 et 2021, la faculté de médecine a célébré ses huit cents ans d'existence, et a fait l'objet d'une édition d'un timbre poste commémoratif national qui représentait l'union des deux bâtiments, historique et contemporain, symbolisant le passé, le présent et l'avenir.

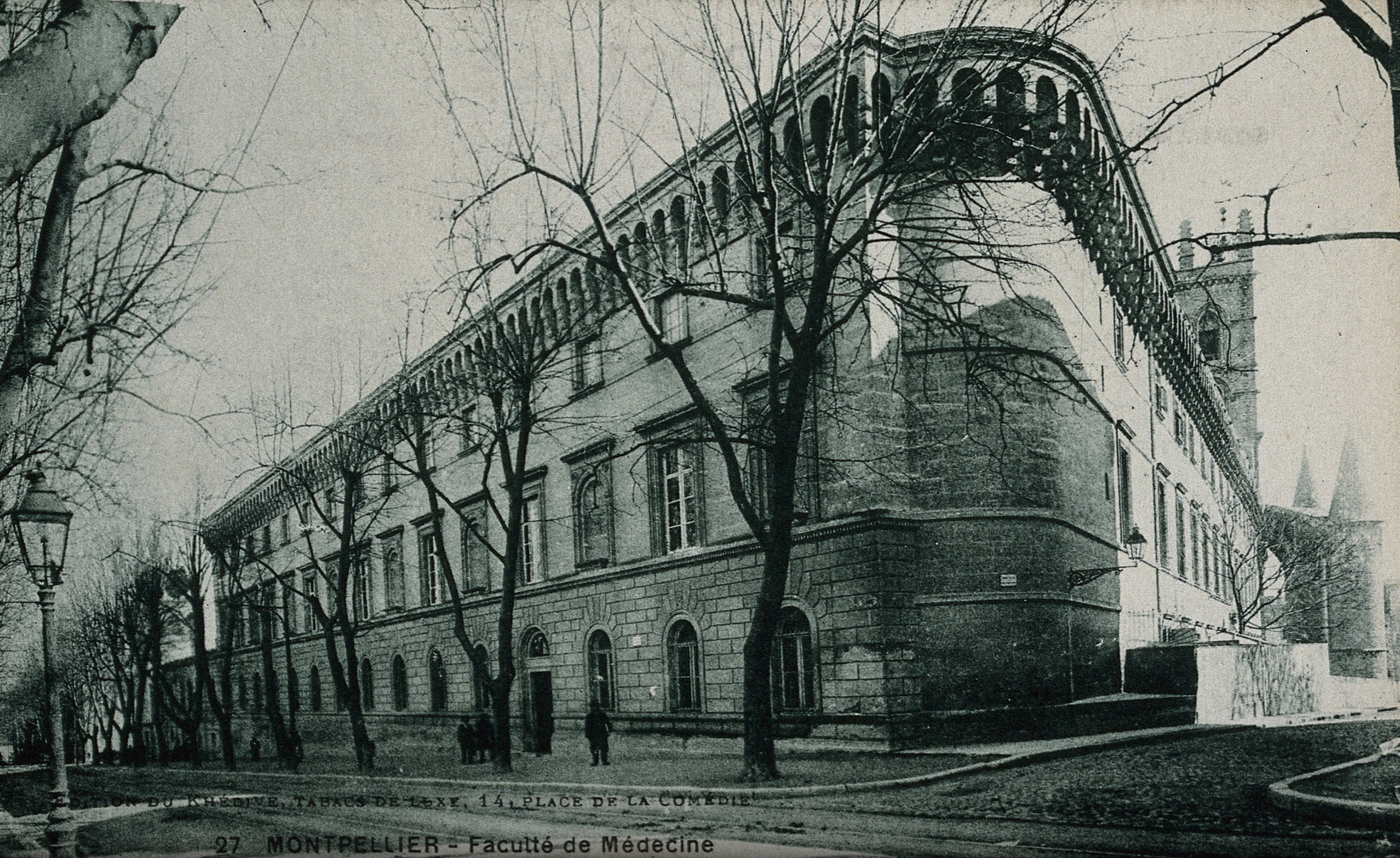
L'aile du bâtiment historique le long du boulevard Henri-IV au début du XXe siècle.
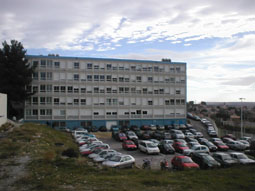
L'antenne de l'UFR de médecine à Nîmes.
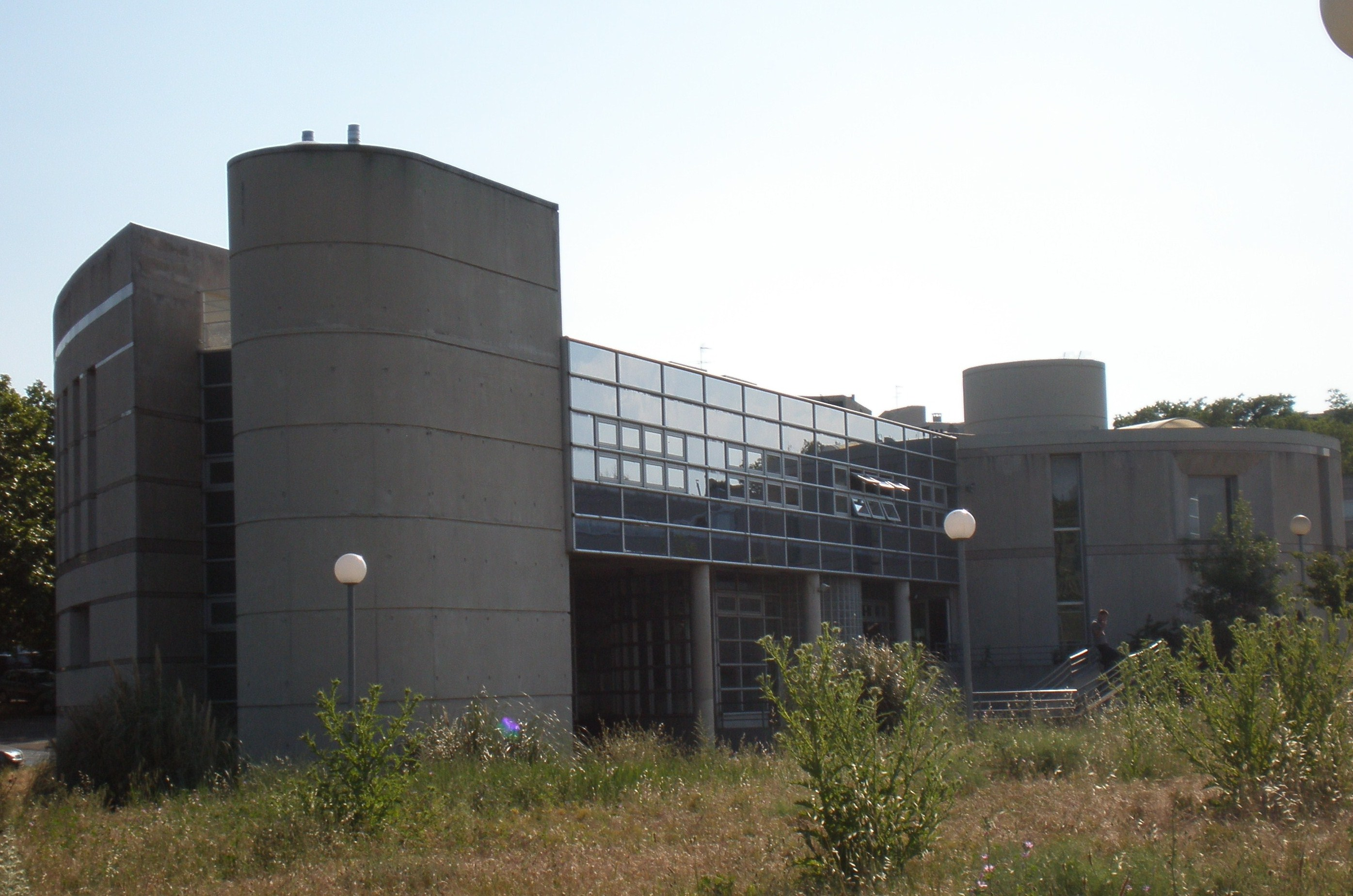
L'unité pédagogique médicale (UPM), sur le site Arnaud-de-Villeneuve.
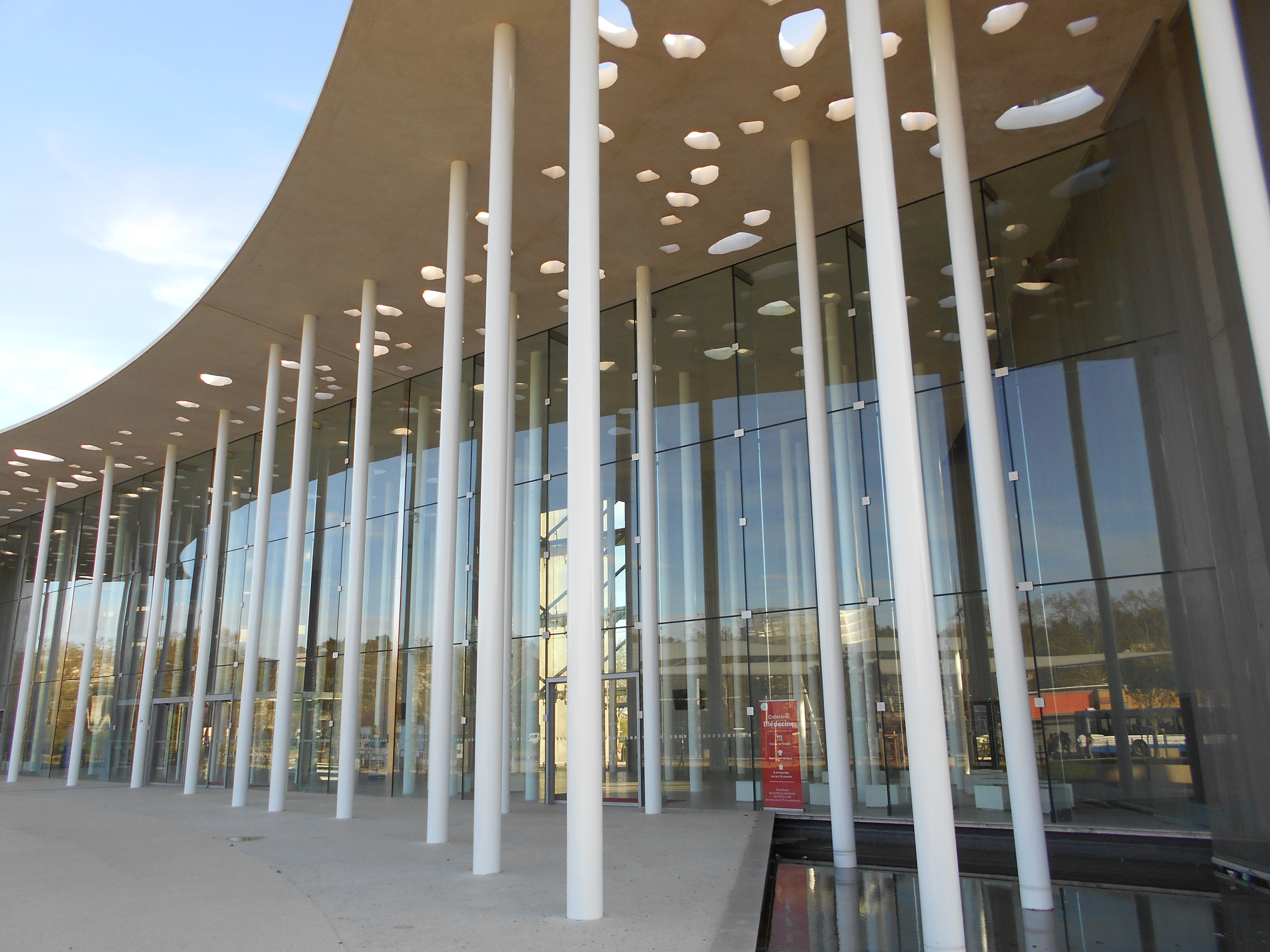
La nouvelle faculté de médecine, avenue du Doyen Gaston Giraud.
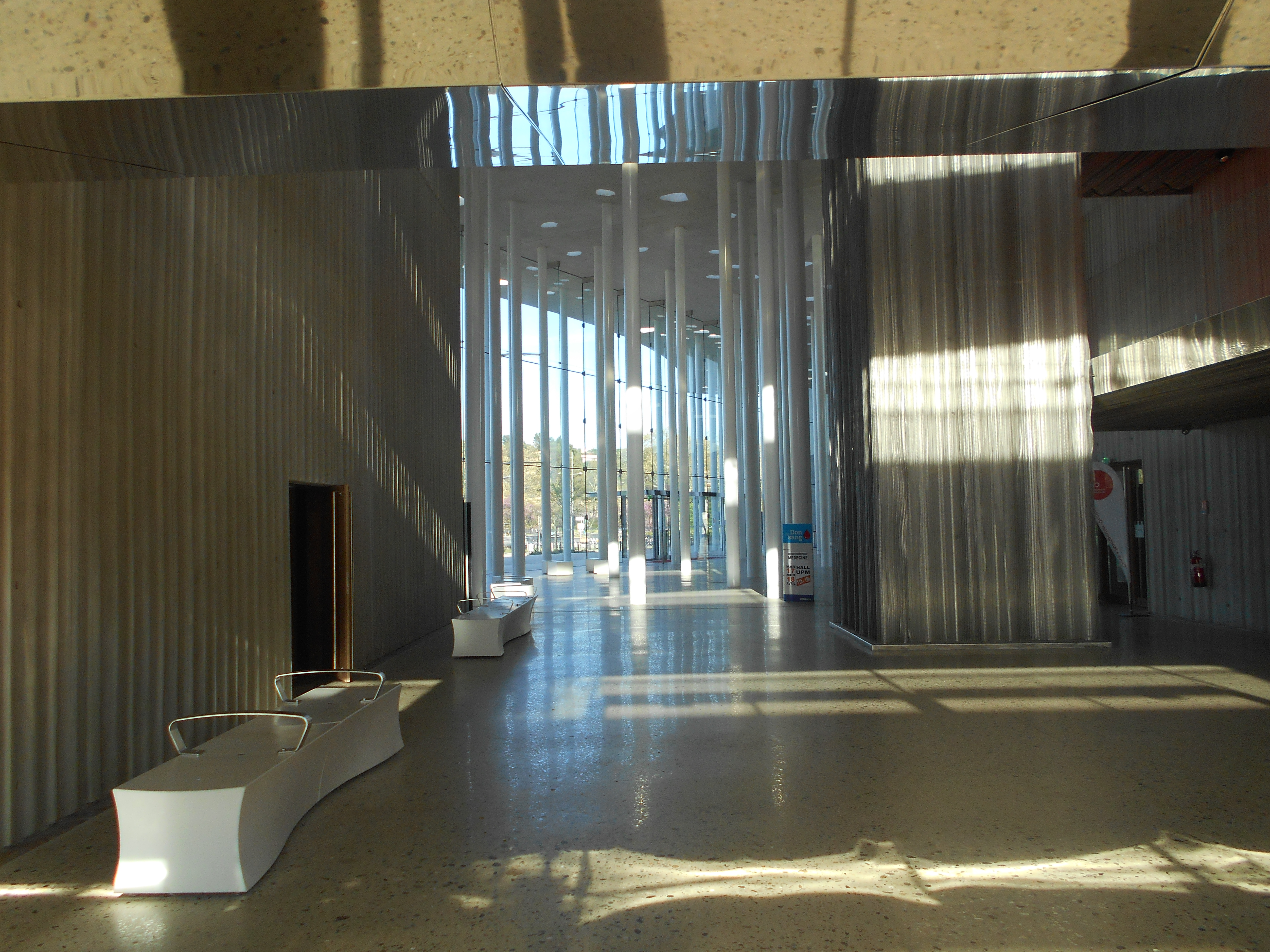
Hall d'accueil de la nouvelle faculté de médecine, site Arnaud de Villeneuve.

## Administration et effectifs actuels
- Directrice de l'UFR : doyenne : Isabelle Laffont[79]
  - Directeur-adjoint chargé du site de Nîmes : Serge Lumbroso ;
- Responsable administratif : Hélène Herrada[80] ;
  - Responsable administratif adjointe chargée du site de Nîmes : Barbara Mengual ;
- Nombre d'étudiants : 4 987[80] dont 1 096 à Nîmes ;

- Nombre d'enseignants rattachés : 407 dont :
  - Professeurs des universités – praticiens hospitaliers : 158[80] ;
    - Dont 121 rattachés au CHU de Montpellier et 37 au CHU de Nîmes ;

  - Professeurs des universités : 2[80] ;
  - Maîtres de conférences – praticiens-hospitaliers : 57[80] ;
    - Dont 40 rattachés au CHU de Montpellier et 17 au CHU de Nîmes ;

  - Maîtres de conférences : 24 ;
  - Chefs de clinique des universités – assistants des hôpitaux et assistants hospitalo-universitaires : 152[80] ;
  - Autres enseignants (4 PRAG, 3 PRCE, 5 ATER, 2 lecteurs) : 14[80] ;
- Nombre de personnels IATOSS rattachés : 181[80].

## Liste des doyen(ne)s de la faculté de médecine

### Moyen Âge
Selon les premiers statuts officiels de 1220, la direction de l'École est assurée par un chancelier. Le chancelier représente l'École auprès de l'évêque, il a autorité et rend justice sur les maîtres et les étudiants. En principe, il est élu à vie par les maîtres.
Le plus ancien des maîtres, le doyen, joue un rôle secondaire de conciliateur et d'organisateur du programme d'enseignement. Dans le cadre de ce programme, chaque maître garde le libre choix de ses cours, à condition de ne pas les refaire avant cinq ans, et sans faire double emploi avec ceux d'un collègue.
Avant 1807, les directeurs (doyens au sens moderne) de la faculté de médecine de Montpellier portaient le titre de « chanceliers de l'École de médecine ». La liste des chanceliers connus au moyen âge est la suivante (entre parenthèses les dates incertaines – dates d'élection ou de décès –).
- Henri de Guintonia (1240),
- Pierre Gazanhaire (1260),
- Jean d'Alais (1313),
- Guillaume de Biteriis ou Gaubertis, 1320-1323,
- Bertrand Portalis, 1323-1324,
- Jacques Gilles de Marseille, 1324-1332,
- Raymond de Molieres (1335),
- Bernard de Colonia, 1360-1364,
- Jean Jacme, 1364-1384,
- Jean de Tournemire, 1384-1396,
- Jean Piscis, 1396-1433,
- Jacques Angeli, 1433-1455,
- Guillaume Meruen, 1455-1469,
- Deodat Bassole, 1469-1484,
- Jean Trossellier, 1484-1495,
- Jean Coraud, 1496-1503,
- (vacance), 1503-1506.

### Renaissance
Liste des chanceliers :
- Honoré Piquet, 1506-1520,
- (Vacance), 1520-1528,
- Gilbert Griffi, 1528-1539,
- Jean Schyron, 1539-1556,
- Guillaume Rondelet, 1556-1566,
- Antoine Saporta, 1566-1573,
- Laurent Joubert, 1573-1582,
- Jean Hucher 1582-1603,
- André du Laurens, 1603-1608 ou 1609,

Liste des doyens :
- Honoré Piquet, 1496-1506,
- Gilbert Griffi, 1506-1528,
- Jean Falcon, 1528-1540,
- Etienne Coraud ou Cabride, 1540-1566,
- Antoine Griffi, 1566-1568,
- Jean Blezin, 1568-1575,
- Jean Hucher, 1575-1582,
- Nicolas Dortoman, 1582-1584,
- Jean Blezin 1584-1609.

Sous la Renaissance, le chancelier garde un rôle plus important que le doyen. En 1498, Louis XII crée le titre de docteur régent de l'université de médecine de Montpellier, appointé par l'État (cent livres par an). Au tout début, quatre régences sont créées à Montpellier correspondant à quatre chaires, les docteurs régents (titulaires de chaires au sens moderne) sont des fonctionnaires permanents de l'État. En principe, l'enseignant le plus ancien est doyen de fait, mais l'habitude est prise de choisir comme doyen le régent le plus ancien. À la fin du XVIe siècle, le nombre de régents est porté à huit, touchant chacun 600 livres par an.

### Époque classique
Liste des Chanceliers :
- François Ranchin, 1612-1641,
- Martin Richer de Belleval, 1641-1664,
- Michel Chicoyneau, 1664-1701,
- François Chicoyneau, 1701-1752,
- Jean-François Chicoyneau, 1752-1759,
- Jean-François Imbert, 1759-1785,
- Paul-Joseph Barthez, 1785 - 1792.

Liste des Doyens :
- Jean Varanda, 1609 -1617,
- Jacques d'Estienne de Pradilles, 1617-1619,
- Pierre Richer de Belleval, 1619-1632,
- Jean Delort, 1632-1637,
- Simon Courtaud, 1637-1664,
- Louis Soliniac, 1664-1676,
- Aimé Durant, 1676-1694,
- Jean Chastelain, 1694-1715,
- Jean Bézac, 1715-1738,
- Pierre Rideux, 1738-1750,
- Antoine Magnol, 1750-1759,
- Henri Haguenot, 1759-1767,
- François-Bourguignon de Lamure, 1767-1787,
- Gaspard-Jean René, 1787-1792.

### Depuis 1807

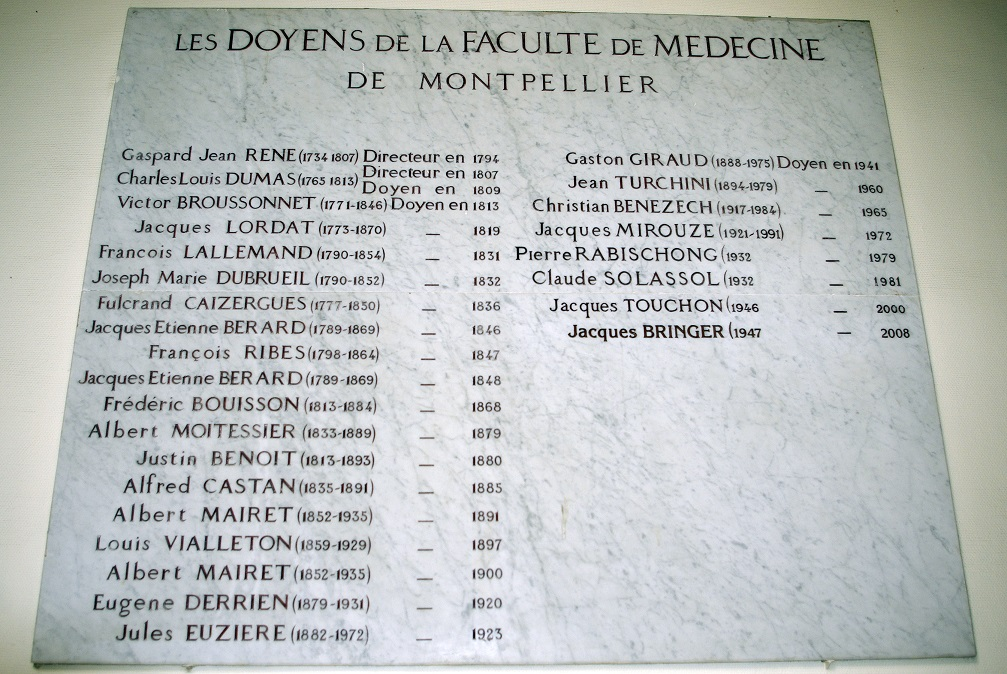
Plaque commémorative des doyens datant de 2008 se trouvant dans l'atrium du centre-historique de la faculté.

| Période                      | Nom                            | Qualité                                                                                   |
| ---------------------------- | ------------------------------ | ----------------------------------------------------------------------------------------- |
| 1807- 30 Novembre 1809       | Charles-Louis Dumas,           | Premier "doyen" de la facultéChaire d'Anatomie et de Physiologie.                         |
| 1813-1819                    | Jean-Louis-Victor Broussonnet, | Chaire de Clinique Médicale                                                               |
| 1819-1831                    | Jacques Lordat                 | Chaire de Physiologie                                                                     |
| 1831-1832                    | Claude-François Lallemand,     | Chaire de Clinique Chirurgicale                                                           |
| 1832-1836                    | Joseph-Marie Dubreuil          | Chaire d'Anatomie                                                                         |
| 1836-1846                    | Fulcrand-César Caizergues      | Chaire de Clinique Médicale                                                               |
| 1846-1847                    | Jacques-Étienne Bérard         | Chaire de Chimie générale et Toxicologie                                                  |
| 1847-1848                    | François Ribes                 | Chaire d'Anatomie et d'Épistémologie,                                                     |
| 1848-1867                    | Jacques-Étienne Bérard         | Chaire de Chimie Générale et Toxicologie                                                  |
| 1868-1879                    | Étienne Bouisson-Bertrand      | Chaire de Clinique Chirurgicale                                                           |
| 1879-1880                    | Albert Moitessier              | Chaire de Physique et Chimie Médicale                                                     |
| 1880-1885                    | Justin Benoit                  | Chaire de Clinique Chirurgicale puis d'Anatomie                                           |
| 1885-1891                    | Alfred Castan                  | Chaire de Médecine Légale et Toxicologie                                                  |
| 1891-1897                    | Albert Mairet                  | Chaire de Clinique des Maladies Mentales et Nerveuses                                     |
| 1897-1900                    | Louis Vialleton                | Chaire d'Histologie                                                                       |
| 1900-1920                    | Albert Mairet                  | Chaire de Clinique des Maladies Mentales et Nerveuses                                     |
| 1920-1er mai 1923            | Eugène Derrien                 | Chaire de Chimie Générale et Biologique                                                   |
| 1er mai 1923-21 octobre 1941 | Jules Georges Euzière          | Chaire de clinique des maladies mentales et nerveuses                                     |
| 1941-1960                    | Gaston Giraud                  | Chaire d’Hydrologie, puis de Pathologie, puis Clinique Propédeutique, puis de Cardiologie |
| 1960-1965                    | Jean Turchini                  | PU-PH, Directeur de l'UFR                                                                 |
| 1965-1972                    | Christian Bénézech             | PU-PH, Directeur de l'UFR                                                                 |
| 1972-1979                    | Jacques Mirouze                | PU-PH, Directeur de l'UFR                                                                 |
| 1979-1981                    | Pierre Rabischong              | PU-PH, Directeur de l'UFR                                                                 |
| 1981-2000                    | Claude Solassol                | PU-PH, Directeur de l'UFR                                                                 |
| 2000-2008                    | Jacques Touchon                | PU-PH, Directeur de l'UFR                                                                 |
| 2008-2016                    | Jacques Bringer                | PU-PH, Directeur de l'UFR                                                                 |
| novembre 2016-2021           | Michel Mondain                 | PU-PH, Directeur de l'UFR                                                                 |
| Depuis 2021                  | Isabelle Laffont               | PU-PH, Directrice de l'UFR                                                                |

## Formation
La faculté de médecine offre une palette de formations dans différents domaines de la santé et du paramédical.

### Diplôme d'État de docteur en médecine
- Accès par le parcours accès spécifique santé et la licence accès santé : sites de Montpellier et Nîmes ;
- ECN (épreuves classantes nationales) pour l’accès au 3e cycle des études médicales ;
- Diplômes d'études spécialisées :

- Discipline anesthésie-réanimation :
  - Anesthésie-réanimation ;
- Discipline biologie médicale :
  - Biologie médicale ;
- Disciplines spécialités chirurgicales :
  - Chirurgie générale ;
  - Neurochirurgie ;
  - Ophtalmologie ;
  - Oto-rhino-laryngologie et chirurgie cervico-faciale ;
  - Stomatologie ;
- Discipline spécialisée gynécologie médicale :
  - Gynécologie médicale ;
- Discipline spécialisée gynécologie obstétrique :
  - Gynécologie obstétrique ;
- Discipline spécialités médicales :
  - Anatomie et cytologie pathologique ;
  - Cardiologie et maladies vasculaires ;
  - Dermatologie et vénéréologie ;
  - Endocrinologie, diabète, maladies métaboliques ;
  - Gastroentérologie et hépatologie ;
  - Génétique médicale, clinique chromosomique ;
  - Hématologie ;
  - Médecine interne ;
  - Médecine nucléaire ;
  - Médecine physique et réadaptation ;
  - Néphrologie ;
  - Neurologie
  - Oncologie (option onco-hématologie) ;
  - Oncologie (option oncologie médicale) ;
  - Oncologie (option oncologie radiothérapique) ;
  - Pneumologie ;
  - Radiodiagnostic et imagerie médicale ;
  - Rhumatologie ;
- Discipline médecine générale :
  - Médecine générale ;
- Discipline médecine du travail ;
  - Médecine du travail ;
- Discipline pédiatrie :
  - Pédiatrie ;
- Discipline psychiatrie :
  - Psychiatrie ;
- Discipline santé publique :
  - Santé publique et médecine sociale ;
- Discipline chirurgie orale :
  - Chirurgie orale.

Numerus clausus
En 2018, le numerus clausus (nombre de places disponibles à l'issue du concours de fin d'année pour accéder en deuxième année) pour la PACES est le suivant :
- Médecine : 232[120] (209 en 2015[121]) ;
- Sages-femmes : 66[120] (chiffre identique en 2015[121]) ;
- Odontologie : 52[120] (chiffre identique en 2015[121]) ;
- Pharmacie : 188[120] (chiffre identique en 2015[121]).

Pour la médecine et les sages-femmes, les effectifs sont traditionnellement répartis à hauteur de deux tiers pour le site de Montpellier et de un tiers pour le site de Nîmes.
À partir de 2020 (date de la réforme des études de santé), les voies d'accès évoluent et le numerus clausus est remplacé par un numerus apertus.

### Maïeutique et paramédical
- Diplôme d'État de sage-femme ;
- Certificat de capacité d'orthophonie ;
- Certificat de capacité d'orthoptie ;
- Diplôme d'État d'ergothérapeute.

### Les capacités de médecine
Ces diplômes nationaux sont principalement destinés aux médecins généralistes. Les capacités de médecine leur permettent de disposer de compétences nouvelles. Leur durée est, en général, de deux ans.
- Acupuncture (2 ans) ;
- Addictologie clinique (2 ans) ;
- Allergologie (2 ans) ;
- Angiologie (2 ans) ;
- Évaluation et traitement de la douleur ;
- Gérontologie (2 ans) ;
- Hydrologie et climatologie médicales (2 ans) ;
- Médecine de catastrophe (1 an) ;
- Médecine et biologie du sport (1 an) – pas de probatoire ;
- Médecine tropicale ;
- Pratiques médico-judiciaires (2 ans).

### Masters 2
- Mention biologie-Santé : 9 parcours différents ;
- Mention santé : 2 parcours différents ;
- Mention science et numérique pour la santé : 3 parcours différents.

### Diplômes universitaires (DU) et inter-universitaires (DIU) de médecine
La faculté de médecine dispense 132 diplômes universitaires et DIU dans différents domaines de la santé et de la biologie médicale.

## Recherche

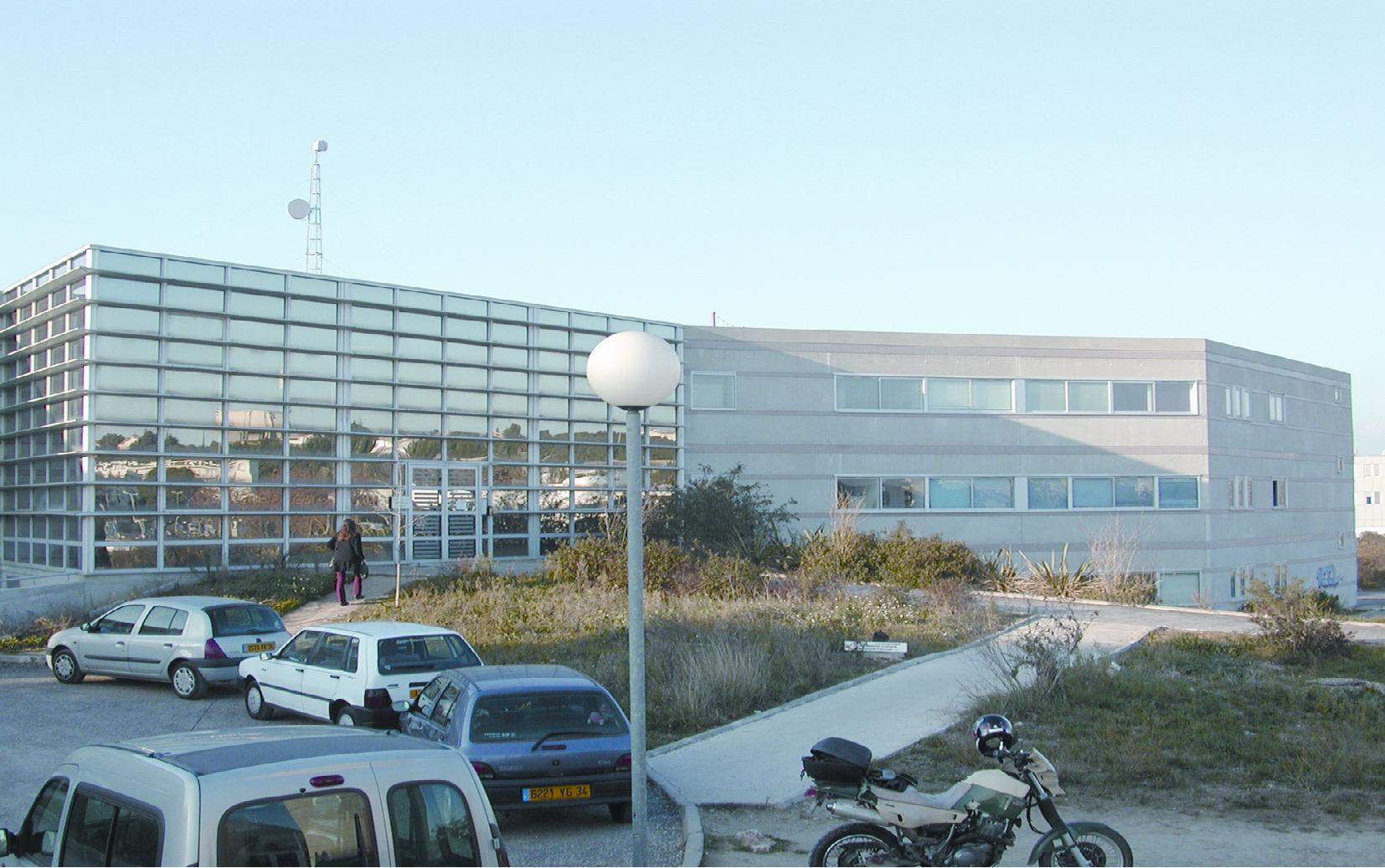
L'institut universitaire de recherche clinique (IURC) sur le site Arnaud-de-Villeneuve, qui abrite cinq équipes de recherche.

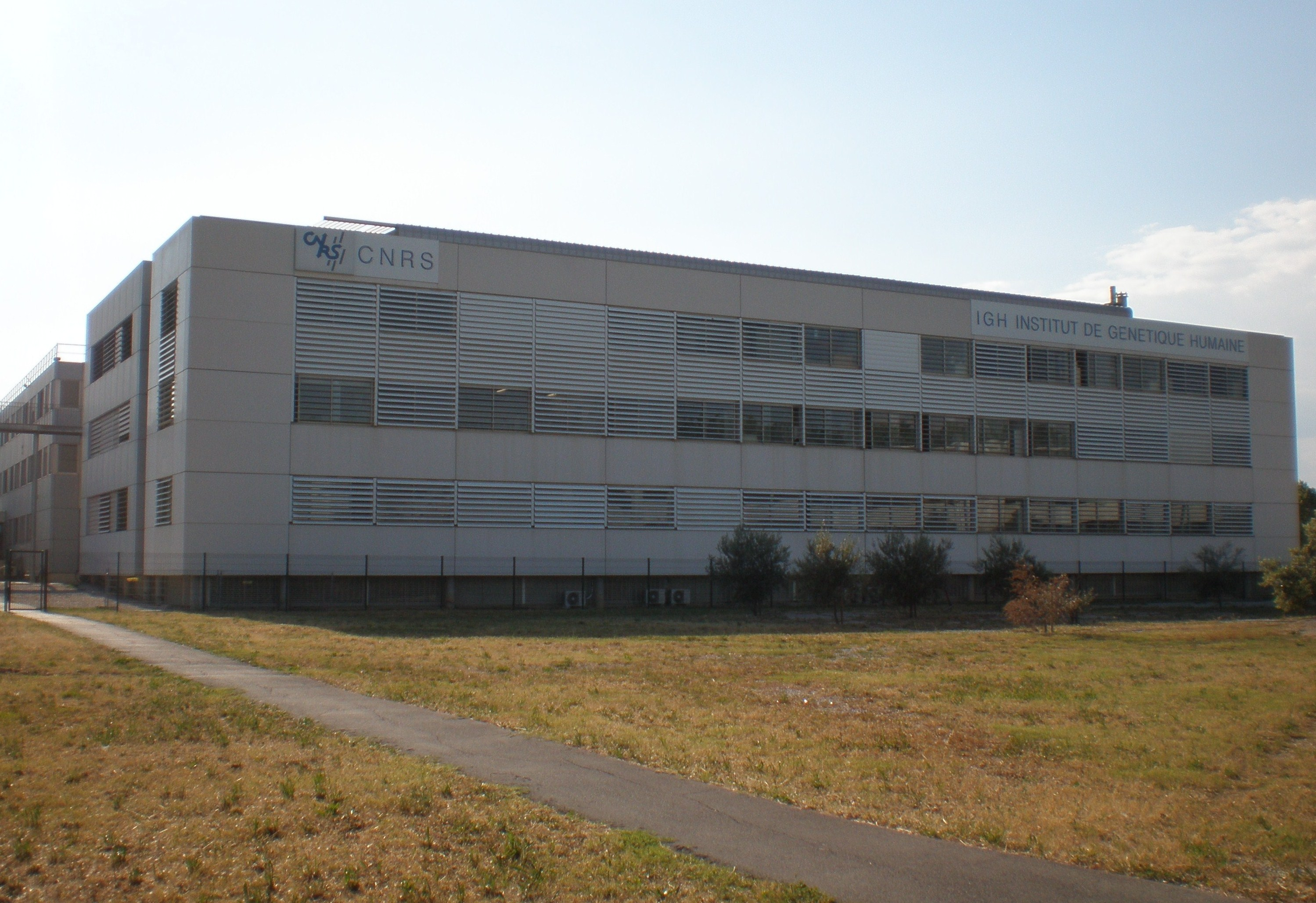
L'institut de génétique humaine, abritant notamment le Labex « EpiGenMed ».

La recherche médicale publique à Montpellier est considérée comme une des plus performantes de France et du monde.

### Les laboratoires
La faculté abrite de nombreux laboratoires de recherche de l'université de Montpellier dans la plupart des domaines de la santé et de la biologie, en complémentarité avec la recherche clinique effectuée dans les CHU de Montpellier et Nîmes. Elle abrite vingt et une équipes de recherche universitaire :
- Un Labex en collaboration avec l'INSERM, le CNRS et l'IRD : l'« EpiGenMed » (génétique humaine) ;
- Quatorze unités mixtes de recherche (UMR) en collaboration avec le CNRS, l'INSERM, l'IRD dans les domaines de la médecine régénérative, de l'immunothérapie, de la biologie moléculaire, de la biologie cellulaire, du métabolisme, de la génétique, de la neurologie, des neurosciences, de l'épidémiologie et de la biostatistique, de la virologie, de l'endocrinologie, de l'oncologie, etc. ;
- Six équipes d'accueil universitaires labellisées par le ministère dans les domaines des maladies cardio-vasculaires, du métabolisme, de la génétique, des maladies rares, de la parasitologie, etc.

### L'école doctorale
L'école doctorale CBS2 (sciences chimiques et biologiques pour la santé) forme des docteurs dans tous les domaines de la biologie-santé, de la chimie du médicament à la clinique, du gène au comportement. Forte de plus de 470 encadrants HDR et de plus de 380 doctorants répartis dans près de 40 laboratoires de la faculté de médecine, de la faculté de pharmacie et de la faculté des sciences.
Cette école doctorale est domiciliée à l'unité pédagogique médicale (UPM) sur le campus Arnaud-de-Villeneuve (rue du Doyen-Gaston-Giraud).
Directrice actuelle de l'école doctorale : professeur Sofia Kossida.

## Patrimoine
La faculté de médecine de Montpellier possède un patrimoine historique important.

### Le bâtiment historique

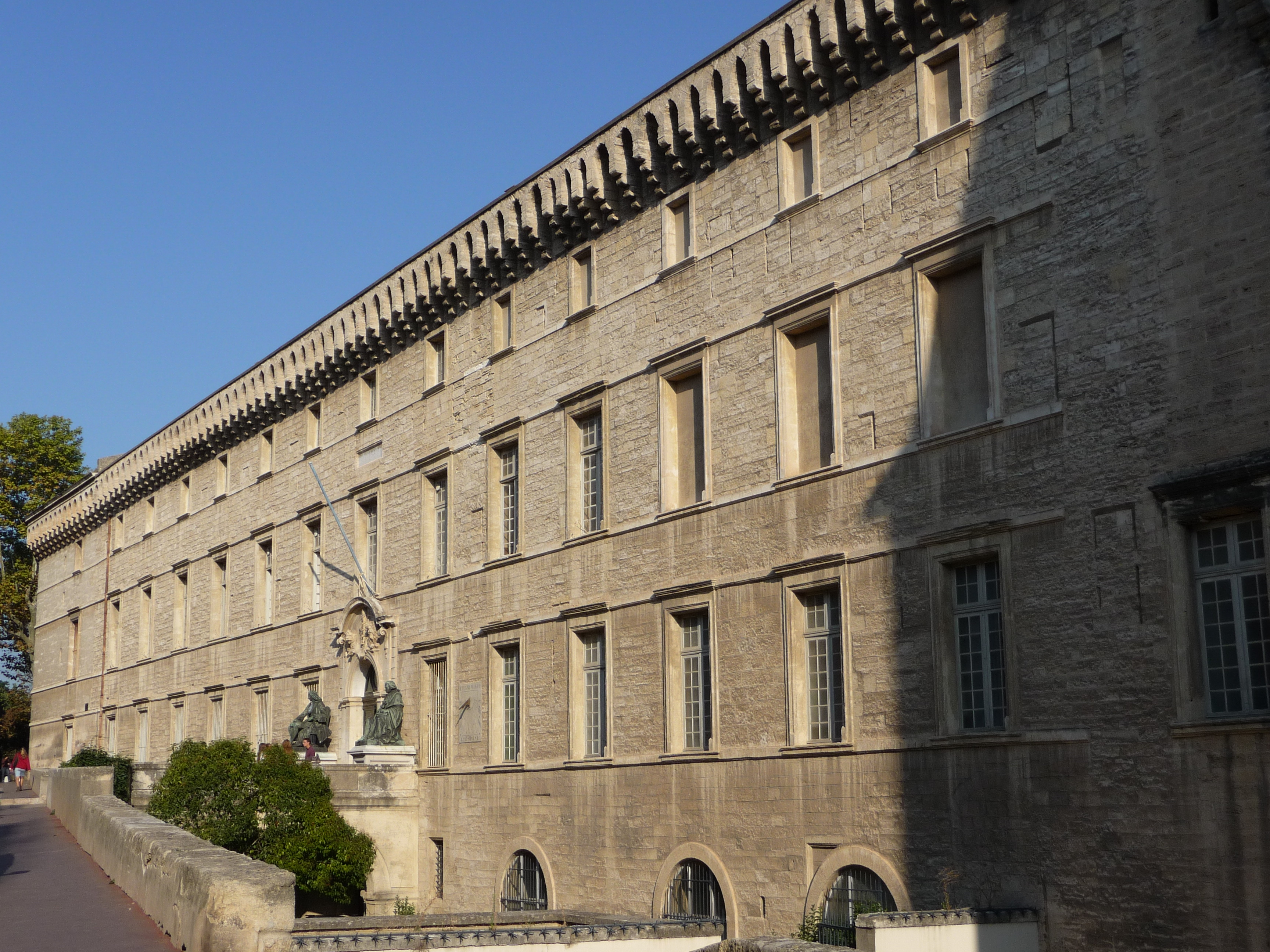
La façade, rue de l'École-de-Médecine.

#### Le collège-monastère Saint-Germain-Saint-Benoît (1367-1536)

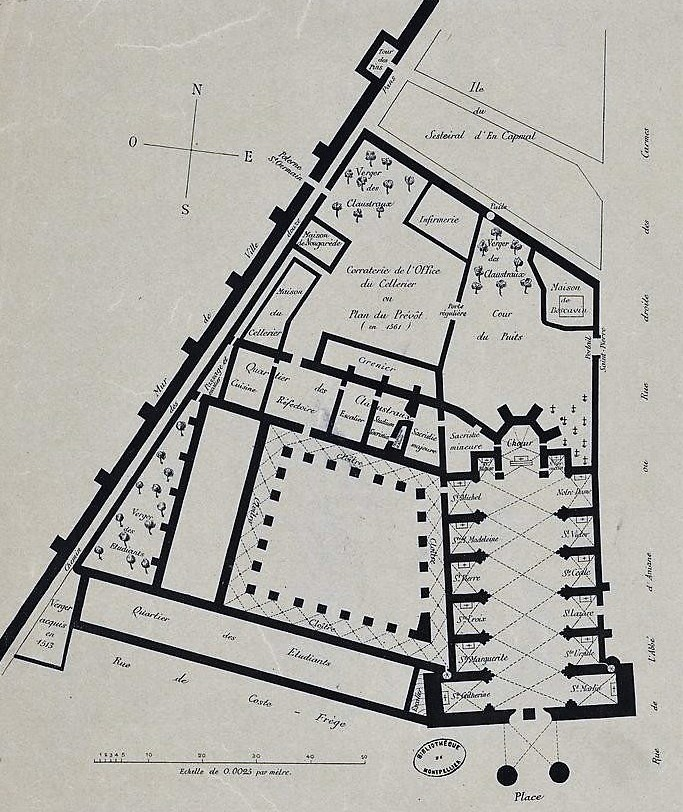
Plan du monastère Saint-Benoît

Le bâtiment historique de la faculté de médecine est l'un des plus anciens bâtiments universitaires de France. Le pape Urbain V, qui avait professé le droit canon à Montpellier et restait très attaché à cette ville, voulut améliorer les conditions des études qui s'y étaient considérablement détériorées depuis l'épidémie de peste noire. Il engagea les architectes de la cité des Papes pour construire un ensemble monumental qu'il inaugura en 1367 : le collège-monastère des Saints-Benoît-et-Germain. Parallèlement, il fît construire le collège des douze médecins (ou collège de Mende) pour les étudiants en médecine originaires du Gévaudan (1369). Concernant le collège-monastère Saint-Benoît-Saint-Germain, la construction commença avec la pose de la première pierre le 1er octobre 1364 ; le pape délégua à Montpellier son frère, le cardinal Anglic Grimoard, chargé de la supervision générale, son trésorier, Gaucelin de Deaux, et les meilleurs de ses architectes : Bertrand de Manse et Bertrand de Nogayrol. Le monastère comporte une abbatiale ornée de quatre tours (la future cathédrale Saint-Pierre) et trois corps de bâtiments donnant sur une cour intérieure qui était ceinte par un cloître à deux niveaux. Le bâtiment situé au midi (rue école de médecine, cf. photo) était réservé aux étudiants ; appelé « collège », il hébergeait une vingtaine d’étudiants en droit canon et en théologie. Les deux ailes de l'ouest et du nord abritaient quant à elles les locaux conventuels pour une vingtaine de moines bénédictins.
Le collège-monastère et son abbatiale sont officiellement inaugurés le 14 février 1367, en présence du pape Urbain V,. L'abbatiale était considérée en quelque sorte comme l'église universitaire de la ville : tous les étudiants, en tant que membres de l'Université et donc apparentés à des clercs, devaient assister à ses offices. À cet effet, les deux collèges du pape (collège Saint-Benoît et collège des douze médecins) étaient interconnectés en ligne droite par les rues actuellement dénommées De Candolle et Urbain V,.

#### Le palais épiscopal (1536-1795)

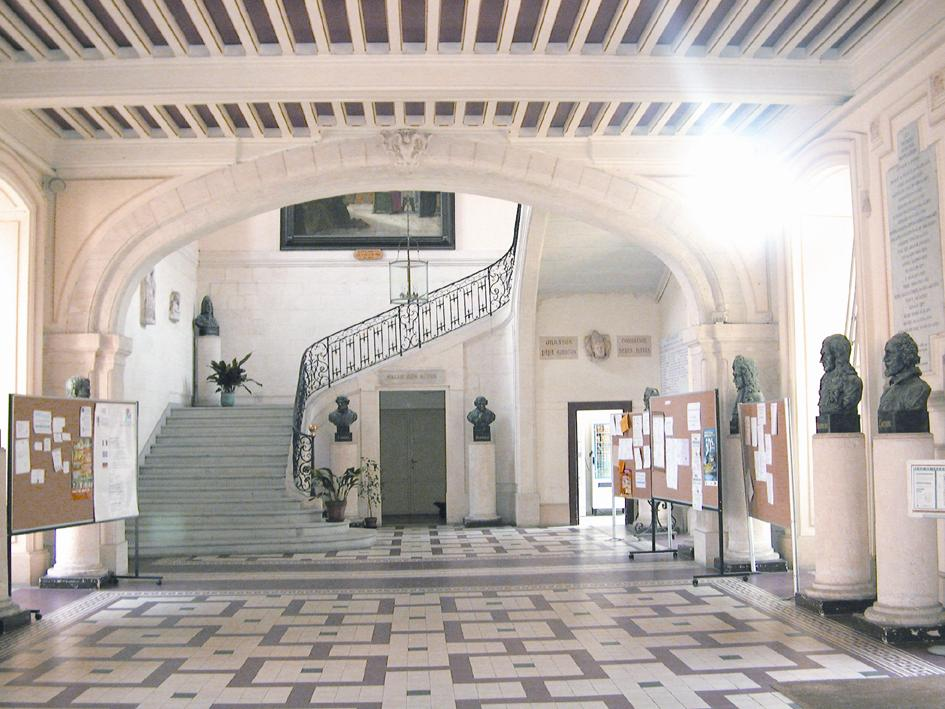
Le grand vestibule et l'escalier datant du XVIIIe siècle.

En 1536, l'évêque de Maguelone, Guillaume Pellicier, obtient le transfert du siège épiscopal de Maguelone à Montpellier et fixe sa demeure dans ce monastère bénédictin, qui devient le siège de l'évêché. De nombreuses transformation sont alors effectuées, et la chapelle abbatiale devint la cathédrale de Montpellier, sous le patronage de saint Pierre.
Le bâtiment est très sévèrement endommagé au cours des guerres de Religion de la fin du XIVe siècle, Montpellier étant devenue une place forte protestante ; il est pillé et saccagé.
Une fois la paix revenue, le bâtiment fut reconstruit et agrandi. Louis XIV accorda des fonds pour la restauration du palais épiscopal. Ces travaux modifièrent l'ancien monastère : la porte d'entrée qui se trouvait au niveau de la place Saint-Pierre, sous le pont qui a été aménagé par la suite, fut alors réalisée. Le pont jeté entre la rue et le premier étage de l'évêché ainsi que le grand vestibule et le bel escalier qui conduit aujourd'hui à la bibliothèque ont été réalisés au cours du siècle suivant par Jean-Antoine Giral. Sont également réalisées des salles d’apparat ornées de gypseries et de cheminées : c'est le bâtiment actuel visible de nos jours.

#### École de médecine puis faculté (depuis 1795)

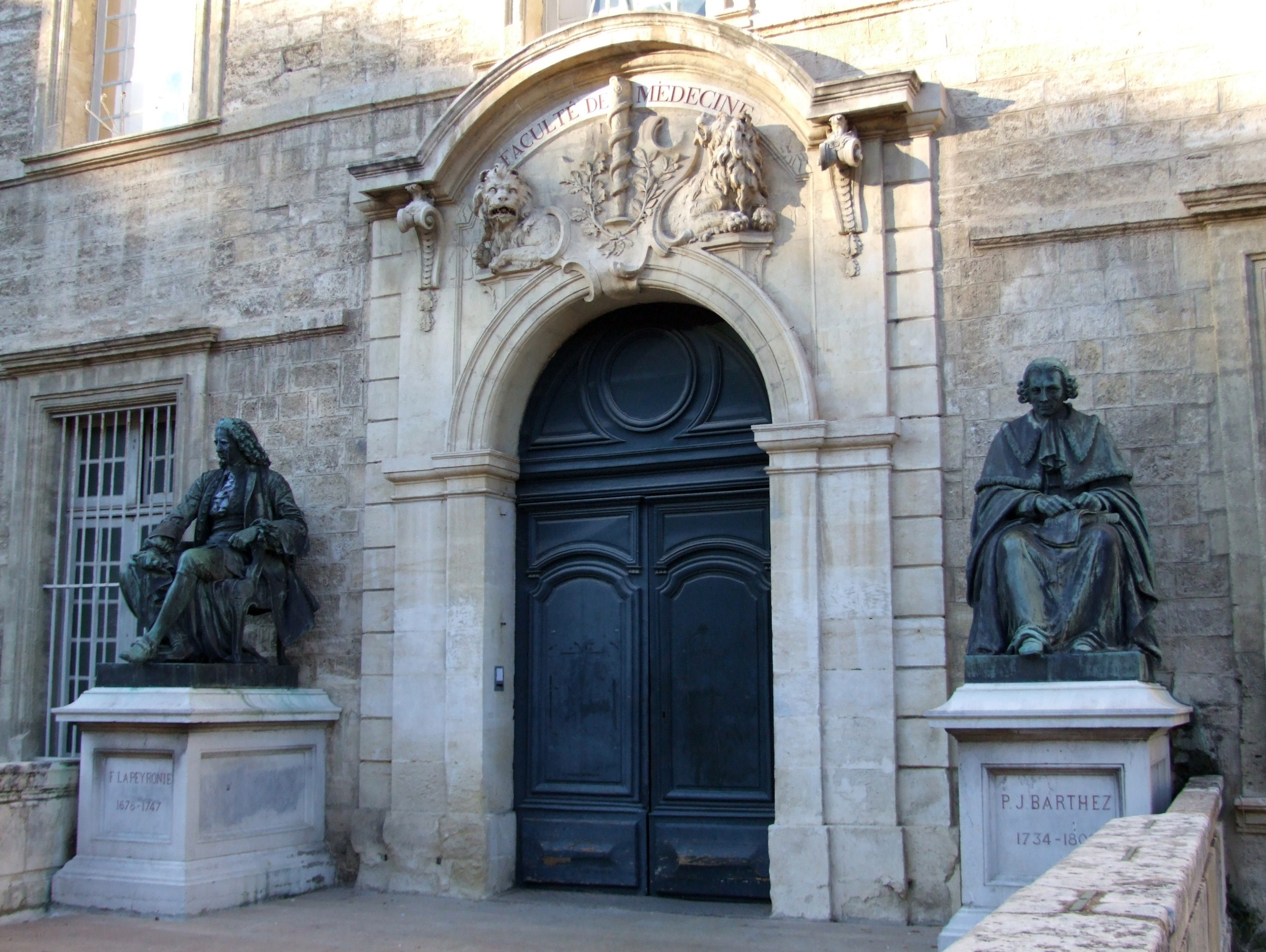
Les statues de Lapeyronie et Barthez ornent à l'entrée de la faculté depuis 1864.

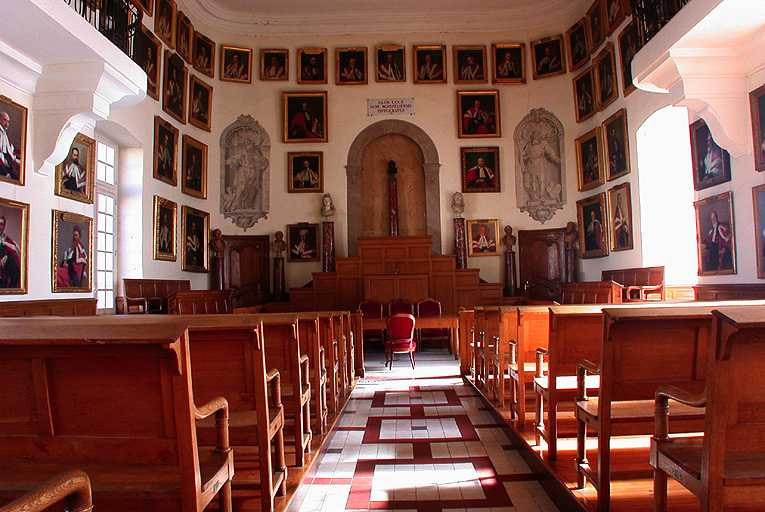
La salle des actes (ancienne chapelle des évêques), lieu des soutenances de thèses de médecine depuis 200 ans.

Sous la Révolution française, le palais épiscopal est transformé provisoirement en prison. Il est finalement affecté à l'école de médecine en 1795, grâce à la volonté de Jean-Antoine Chaptal, qui souhaita attribuer à la célèbre école de médecine montpelliéraine des locaux prestigieux. Légèrement modifié pour ses nouvelles fonctions, le bâtiment ne subit pas de bouleversements majeurs. Chaptal y fit construite, à ses frais, un amphithéâtre d'anatomie, le « Theatrum Anatomicum », édifice néo-classique réalisé par l’architecte parisien Claude-Mathieu Delagardette et achevé en 1806. Y trônent toujours de nos jours la table de dissection et le siège curule en marbre provenant des arènes de Nîmes. À partir de 1804, la faculté de médecine se dote d'une bibliothèque prestigieuse, grâce à son bibliothécaire Victor Prunelle, laquelle occupe une grande partie du premier et du deuxième étage. L'ancienne chapelle privée des évêques est transformée en salle des actes ornée de nombreux portraits d'anciens savants et professeurs : un buste d'Hippocrate, offert par l'empereur Napoléon Ier, y trône toujours. Les anciens salons d'apparat de l'évêque du rez-de-chaussée sont transformés en trois parties :
- Le vestiaire des professeurs, une salle richement ornée de portraits d'anciens élèves de la faculté des XVIe et XVIIe siècles. On peut y voir notamment un portrait de François Rabelais et de Guillaume Rondelet. La toge de Rabelais y est également conservée ;
- La salle du conseil, richement décorée de lustres et de gypseries, ornée de portraits de savants du XVIIIe siècle, dont le célèbre portrait de François Gigot de Lapeyronie réalisé par Hyacinthe Rigaud ;
- Le cabinet décanal, ou bureau du doyen, richement décoré de boiseries, de livres anciens et d'un mobilier de style Louis-Philippe et Second Empire.

La faculté est agrandie en 1851 par la construction d'une aile supplémentaire le long du boulevard Henri-IV afin d'y accueillir le conservatoire d'anatomie, œuvre de l'architecte Pierre-Charles Abric. Le bâtiment est prolongé en 1957 par de nouveaux bâtiments abritant les laboratoires d'anatomie et des salles de cours à proximité du jardin de la tour des Pins.
Sous l'impulsion du doyen Gaston Giraud, une grande campagne de restauration du bâtiment fut entreprise dès 1961 et dura près de 8 ans. Elle permit notamment de redonner son aspect médiéval au site et aux façades intérieures de la cour d'honneur ainsi que la restauration complète de la salle Dugès, dont les fresques remontent au XVIIIe siècle. Cette salle voûtée sert aujourd'hui de salle de réception et de lieu d'exposition.
Depuis 1990, les collections du musée Atger sont exposées en permanence dans deux salles du premier étage, à proximité de la bibliothèque.
De nos jours, le bâtiment héberge des services administratifs de la faculté de médecine, et quelques cours y sont toujours dispensés. Avec la construction de la future faculté de médecine au nord de la ville, sur le campus Arnaud-de-Villeneuve, et la fermeture de l'institut de biologie, le bâtiment aura une vocation purement administrative, muséale et de prestige (soutenances de thèses, organisations de colloques scientifiques, cérémonies particulières, etc.).
Les façades extérieures du bâtiment bénéficient depuis décembre 2015, d'un éclairage spécial permettant une mise en valeur tous les soirs, dans le cadre d'un programme de valorisation du patrimoine historique du centre de Montpellier.
Le bâtiment est classé monument historique depuis le 23 février 2004.

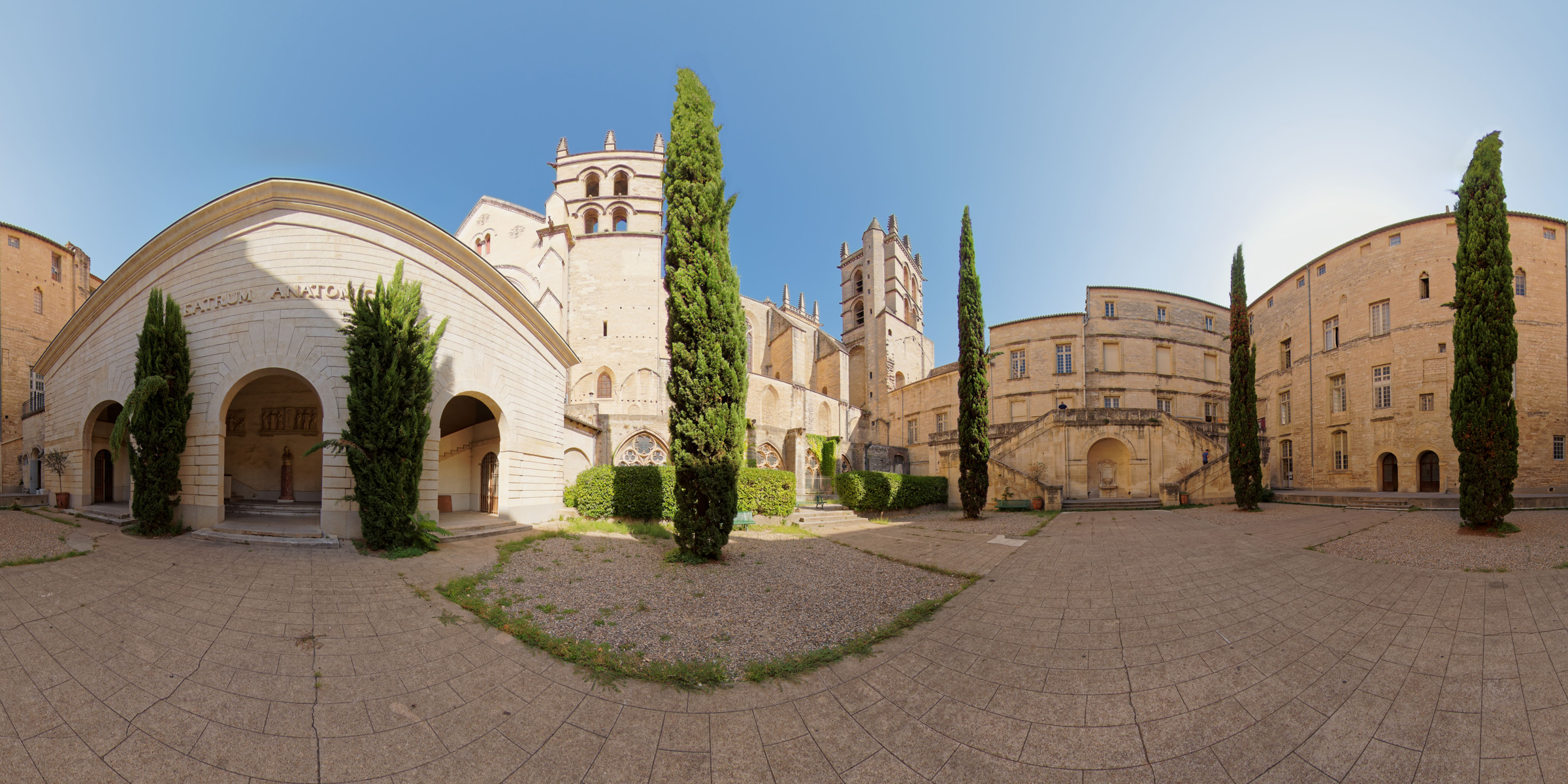
Vue panoramique de la cour d'honneur.
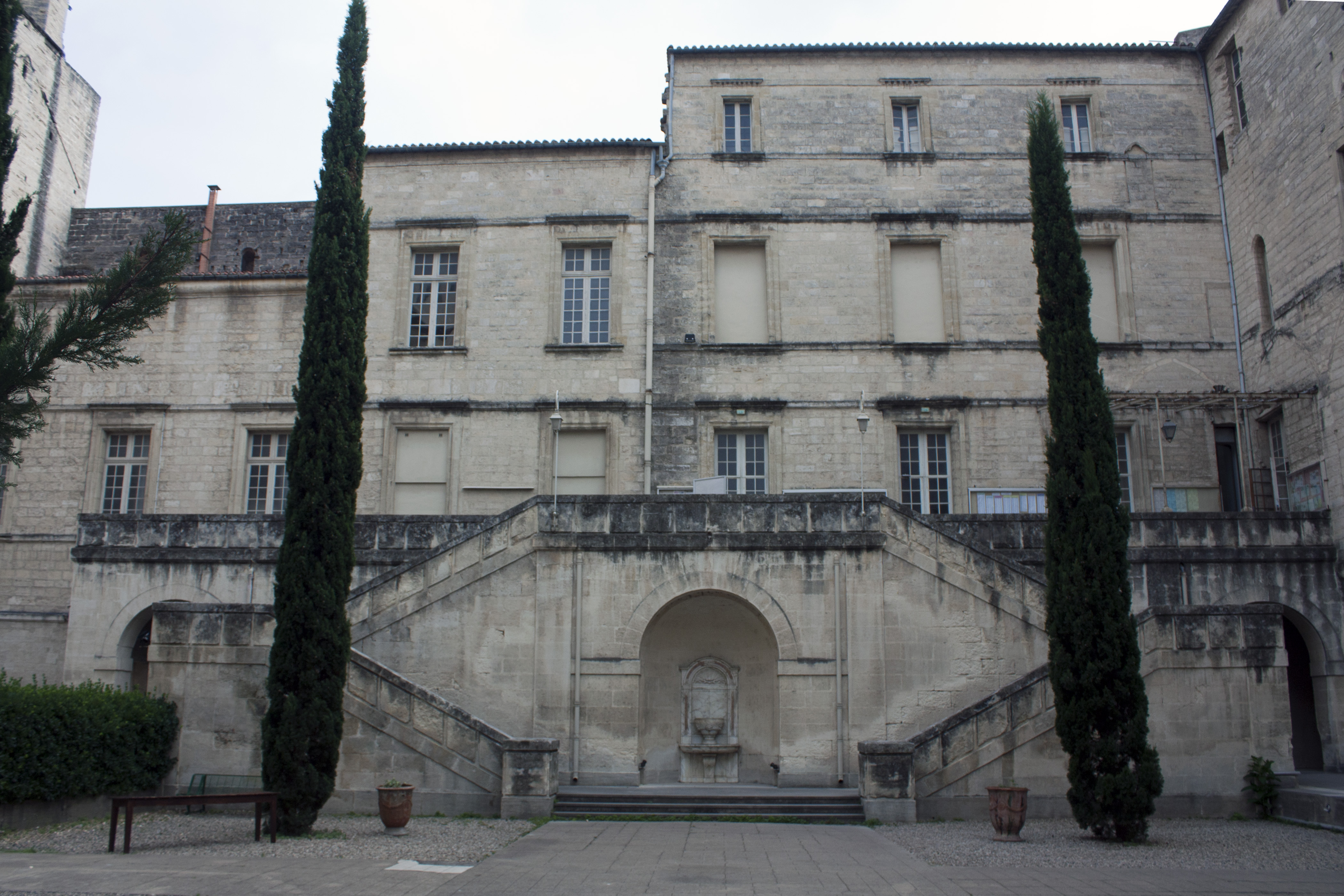
Le grand escalier de la cour d'honneur.
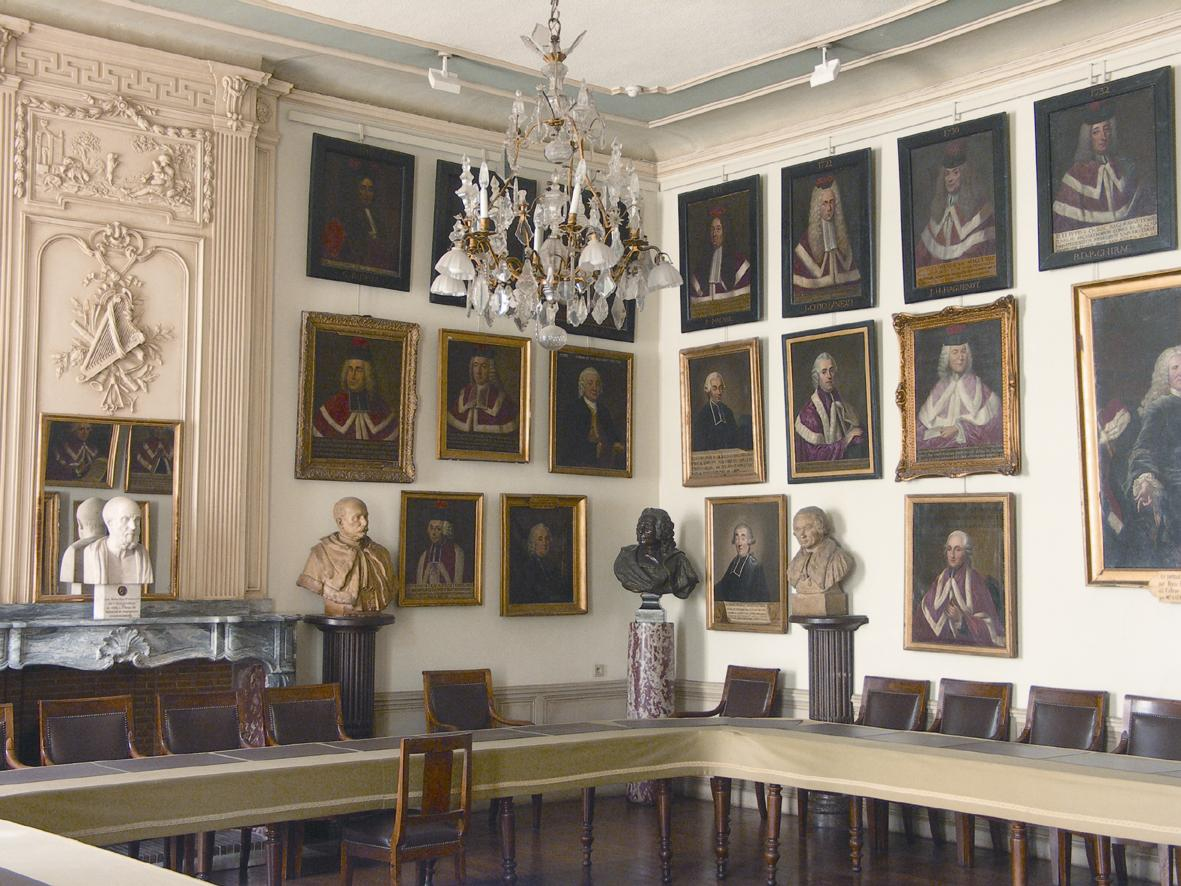
La salle du conseil.
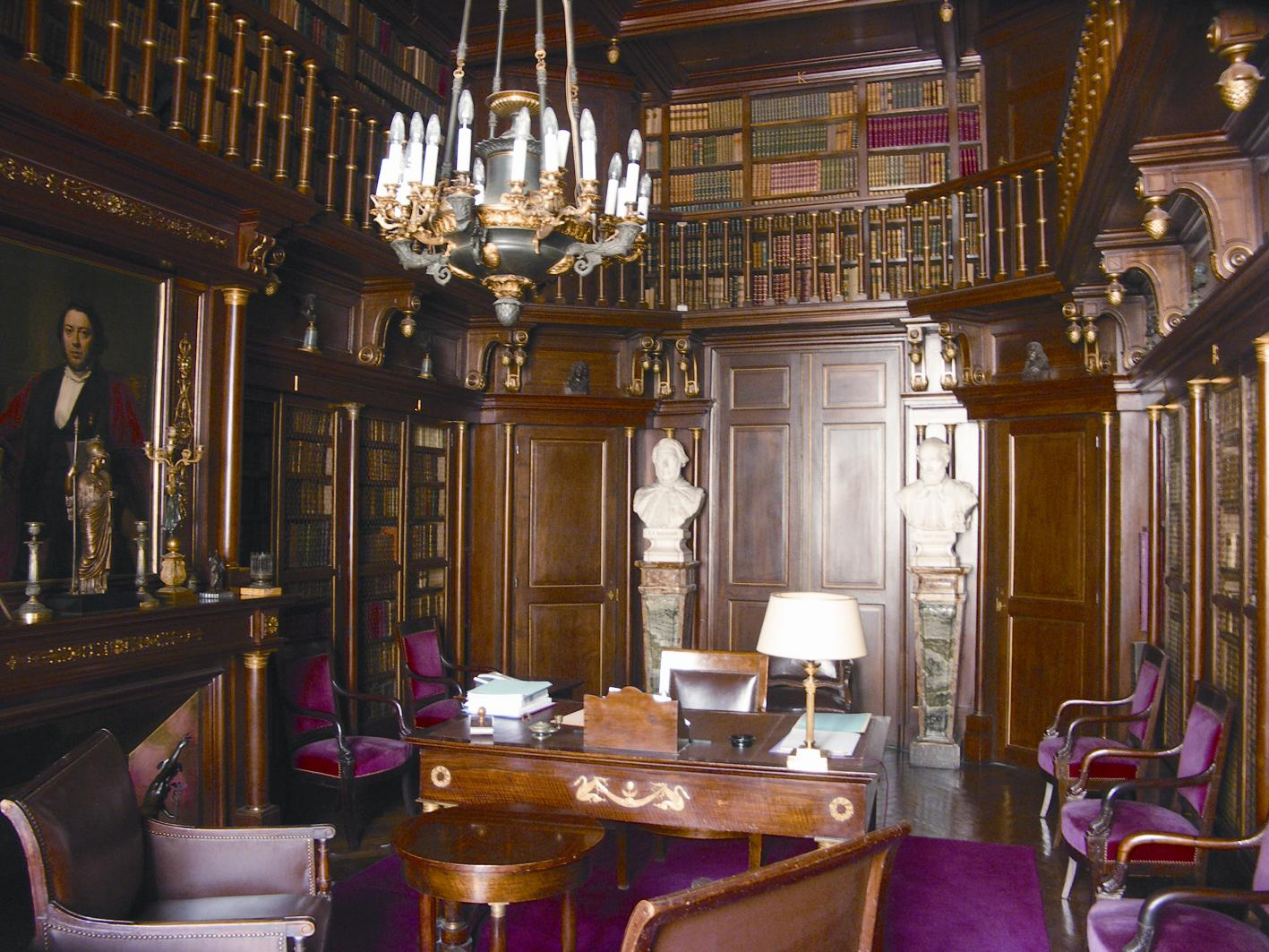
Le bureau du directeur ou « cabinet décanal ».

### Le jardin des plantes

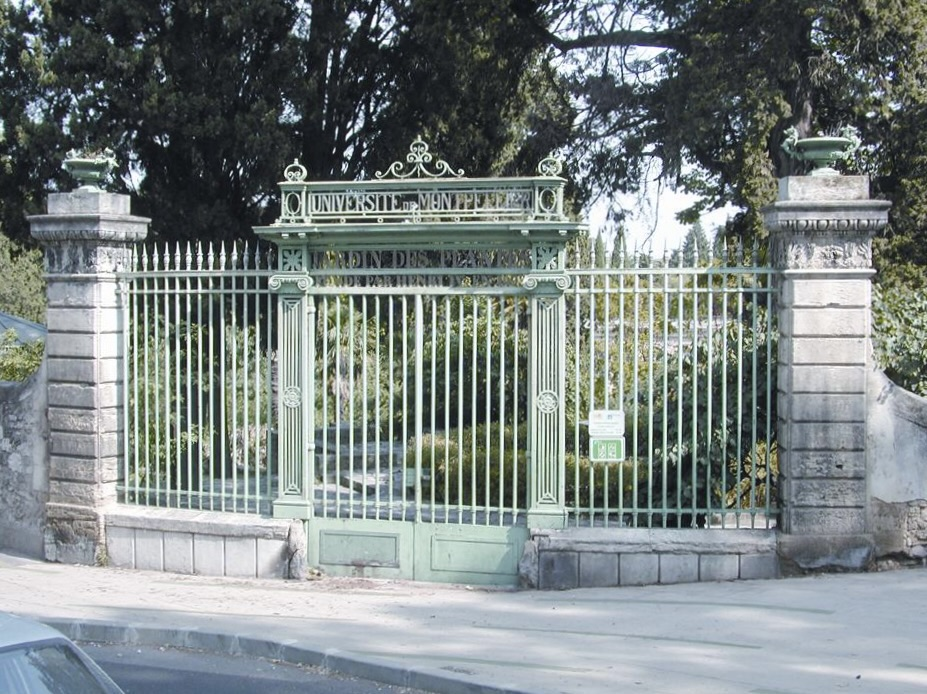
L'entrée du jardin des plantes, boulevard Henri-IV.

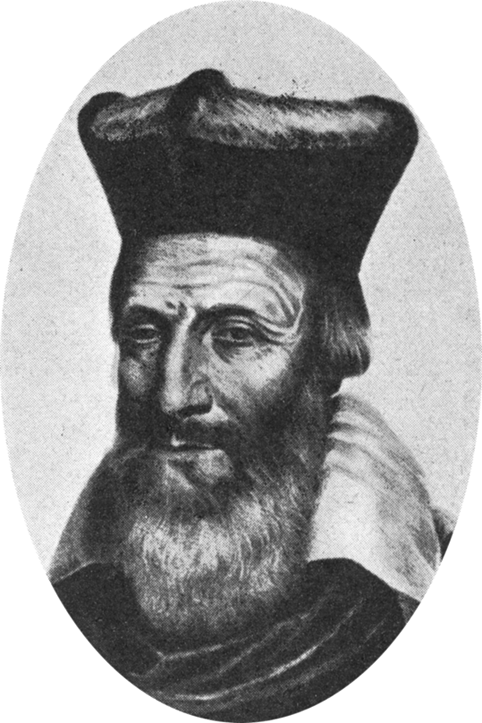
Pierre Richer de Belleval, intendant de 1593 à 1632.

Le jardin des plantes de Montpellier est le plus ancien jardin botanique de France. Lors de sa fondation en 1593 par Pierre Richer de Belleval, le jardin des plantes de Montpellier était destiné à la culture des « simples », mais le projet de Richer dépassa rapidement les seules plantes médicinales qui servaient à l’enseignement des futurs médecins et apothicaires pour devenir un véritable outil d’étude botanique, inédit à l’époque.
Au début du XVIIe siècle, le jardin des plantes de Montpellier fut non seulement un jardin scientifique, avec son importante collection de végétaux, mais un jardin précurseur dans sa manière d’appréhender le monde végétal dans sa diversité, reproduisant différents milieux (ombragé, ensoleillé, humide, sablonneux, pierreux, etc.) et consacrant un emplacement aux plantes exotiques.
Sa valeur pédagogique étant reconnue, il est fréquenté par nombre de botanistes, médecins et pharmaciens, écoliers et étudiants, mais aussi par des amateurs de la flore, des touristes et de nombreux amoureux de la nature et des plantes. Le jardin des plantes, qui s'étend sur 4,6 hectares, est propriété de l’État, affecté à l’université et géré par la faculté de médecine. Il est un des plus beaux éléments du patrimoine paysager de Montpellier et a été classé au titre des sites en 1982 et classé monument historique en 1992. Sa restauration, encadrée par une étude préalable de l'architecte en chef des monuments historiques, va prochainement commencer avec la réhabilitation de la serre Martins et l'aménagement de ses abords. Le jardin des plantes se visite, l’entrée est gratuite.
Ce jardin a aujourd'hui une triple vocation : botanique, historique et universitaire.

Vues du jardin des plantes
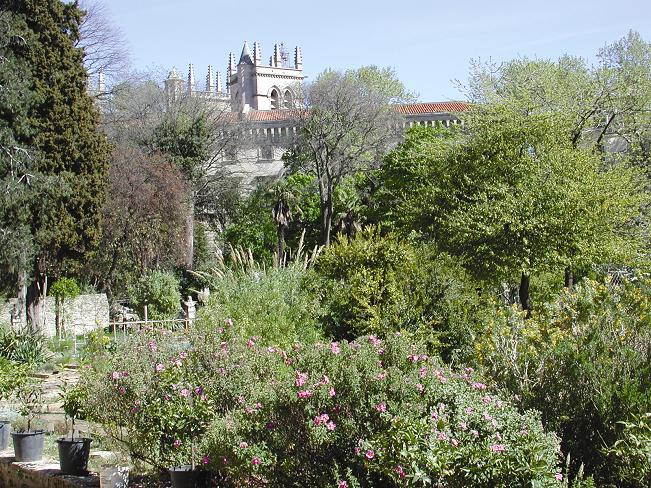
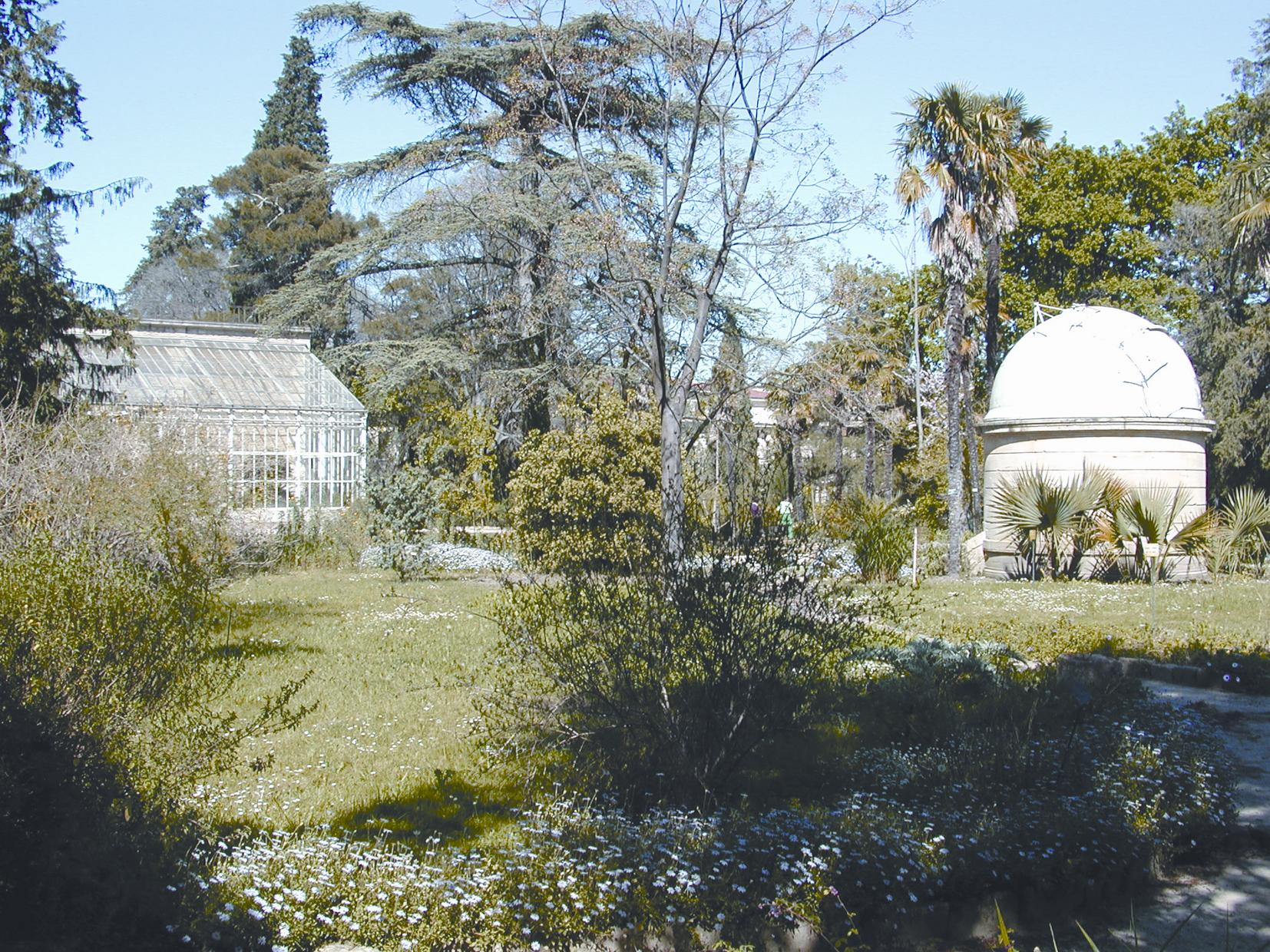
Vue sur l'observatoire astronomique.
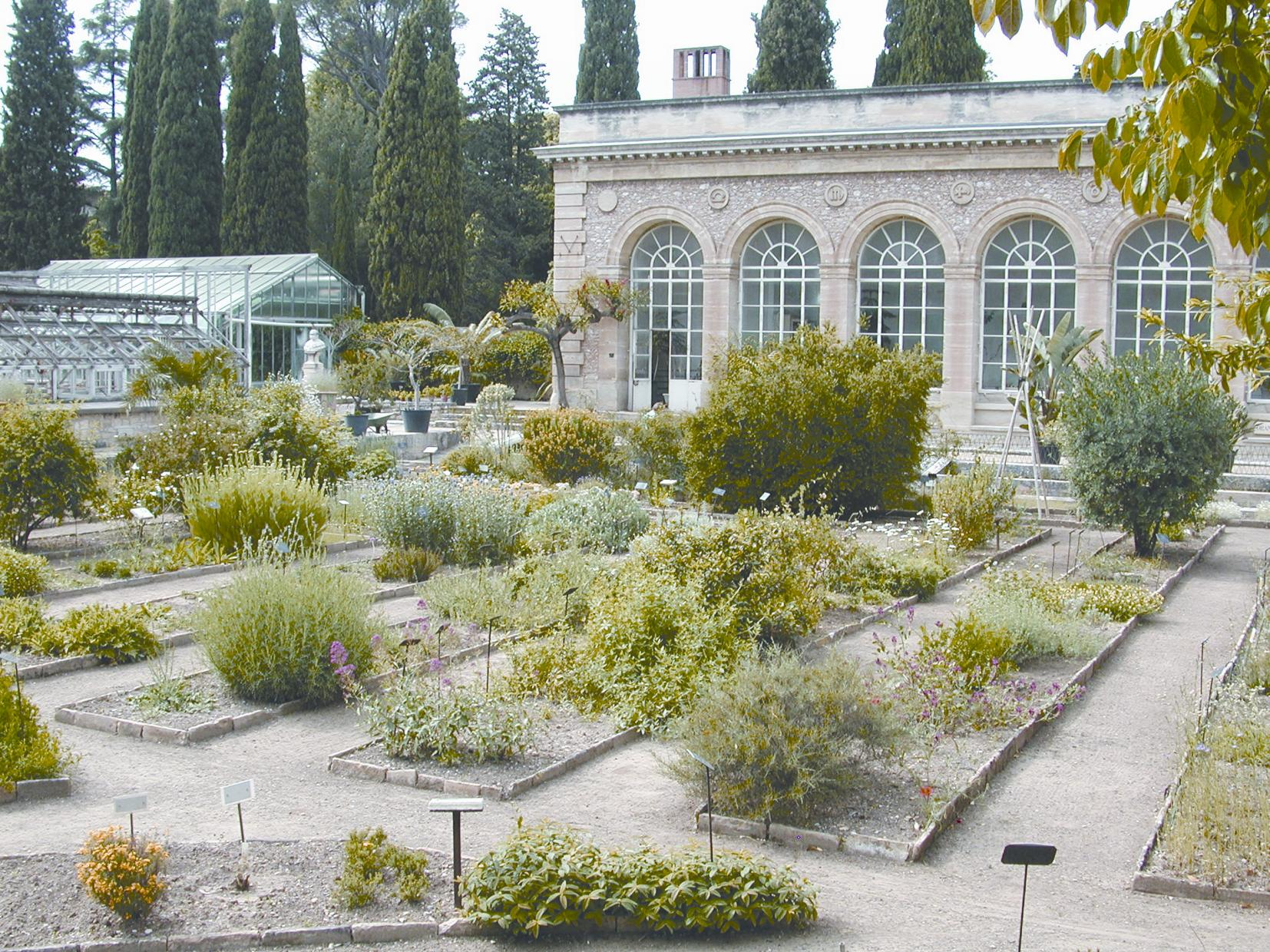
L'orangerie.
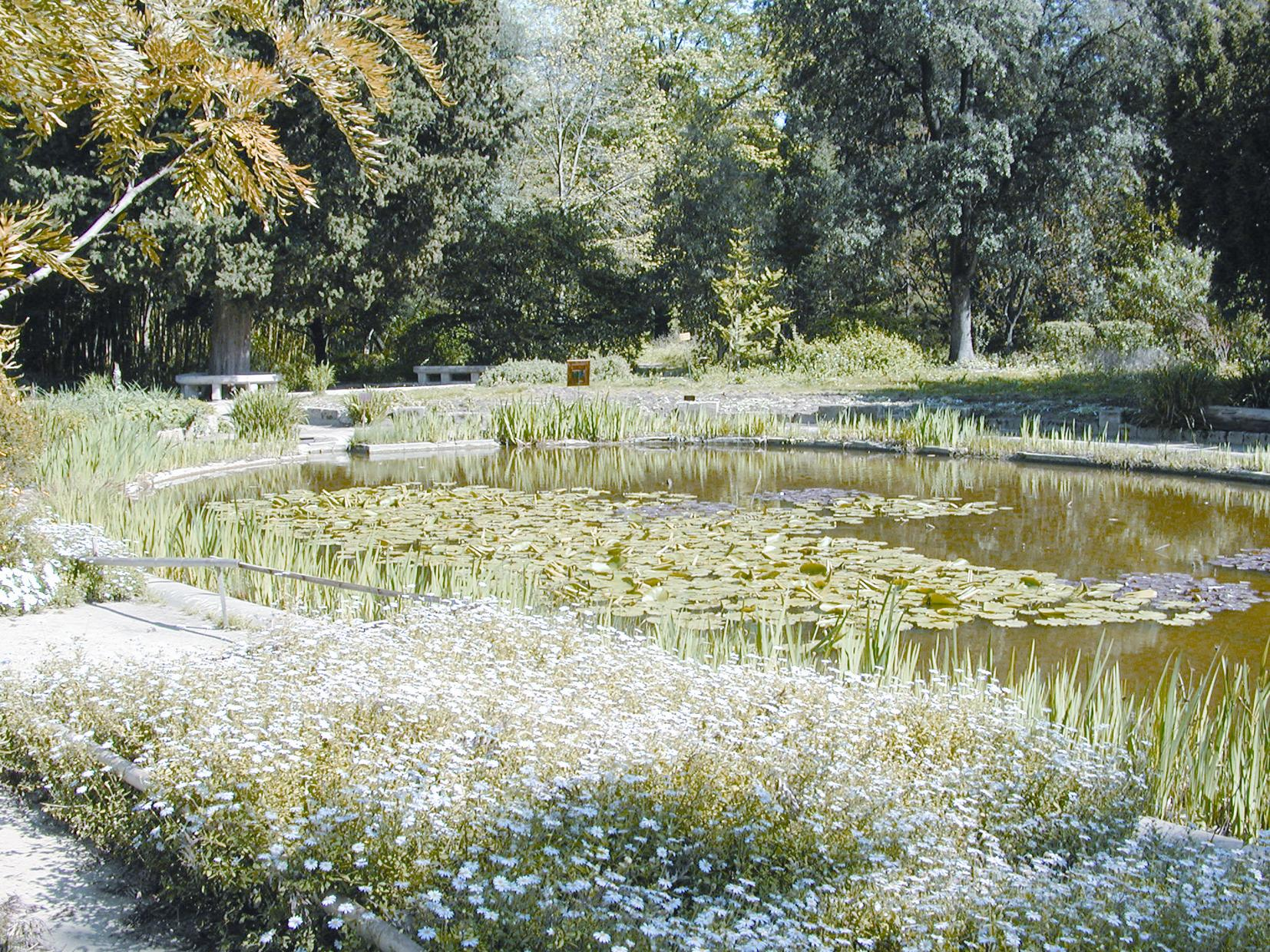
La marre aux lotus.

### Le musée d'Anatomie

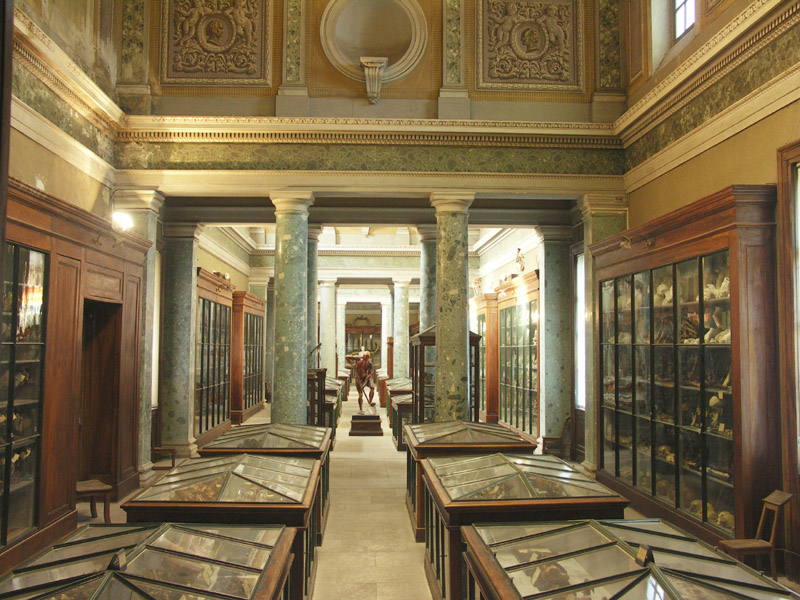
Le musée d'Anatomie de Montpellier.

Le musée d'Anatomie est située au premier étage du bâtiment historique de la faculté de Médecine et abrite plus de 13 000 pièces. Ce musée, initialement dénommé conservatoire d’anatomie, est créé parallèlement à l’ouverture de l’École de santé à Montpellier en 1795, et s’enrichit grâce à ses étudiants. En outre, de célèbres médecins et chirurgiens offrent des pièces provenant de cas pathologiques observés en milieu hospitalier.
En 1851, l’accroissement des collections nécessite la construction d’un nouveau local. Le conservatoire d’anatomie s’installe alors dans une galerie édifiée par l’architecte Pierre-Charles Abric (1800-1871), construite le long du boulevard Henri-IV.
Outil pédagogique, devenu musée, il regroupe un grand nombre de cires, de modèles en plâtre, de préparations de dissection (anatomie normale et pathologique) ainsi que de nombreux instruments médicaux et chirurgicaux. Il contient également des organes anatomiques disséqués, des spécimens rares.
Une grande partie de la collection, classée au titre des monuments historiques, est constituée de préparations anatomiques déposées par les professeurs et les étudiants en médecine au XIXe et au début du XXe siècle.
La curiosité principale tient dans la collection de tératologie : fœtus anormaux et autres monstres conservés dans des bocaux.
Le musée s'est enrichi de collections données par divers savants au cours du XIXe siècle.
Le plafond et les murs reçurent les peintures de Baroffi et Monseret représentant des personnalités de la médecine et des sciences, de Montpellier et d'ailleurs ainsi que des trompe-l'œil.
Le musée se trouve divisé en quatre parties par une série de colonnes. Parmi les pièces très remarquables, on s'intéressera en particulier :
- à la collection unique de pièces en cire modelées par Felice Fontana, jointe à d'autres exécutées par Jean-Baptiste Laumonier et par son disciple montpelliérain Paul Delmas ;
- aux très nombreux squelettes de vertébrés constituant une remarquable collection d'anatomie comparée ;
- au célèbre Ecorché d'Alphonse Lami ;
- à la vitrine tératologique montre plusieurs spécimens rares de monstruosités et de malformations congénitales ;
- aux moulages en cire présentant d'une façon évocatrice les différents stades et aspects des maladies vénériennes et cancéreuses.

Actuellement, le musée est placé sous la direction de la culture scientifique et du patrimoine historique de l'université, elle en assure la conservation et les apports nouveaux des collections.
Depuis septembre 2014 les collections se sont considérablement enrichies : le musée accueille en ses murs les prestigieuses collections Amador, transférées des musées de l’université Paris-Descartes à la suite d'un don, ainsi que des pièces offertes par l’Association des musées anatomiques Delmas-Orfila-Rouvière (musée Orfila). Ces deux dons, qui comprennent quelque 7 500 pièces supplémentaires, ont enrichi les pièces déjà existantes et portent le nombre total de la collection du musée à plus de 13 000 pièces. C’est ainsi qu’une nouvelle salle consacrée aux collections anatomiques a été aménagée dans le bâtiment historique de la faculté de médecine.
Après une phase de restauration de 2004 à 2007, le musée est ponctuellement ouvert au public. Les visites sont dirigées par l'office du tourisme de Montpellier. Aujourd'hui, la majeure partie de ses collections est classée au titre des monuments historiques.

Collection d'Anatomie comparée
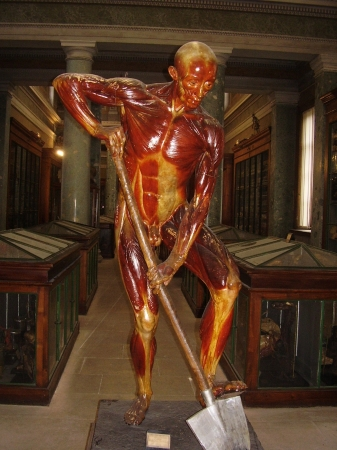
L'écorché d'Alphonse Lami.
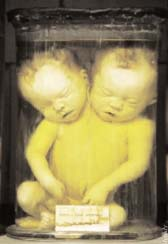
Un aspect de la collection de tératologie.

### Le musée Atger

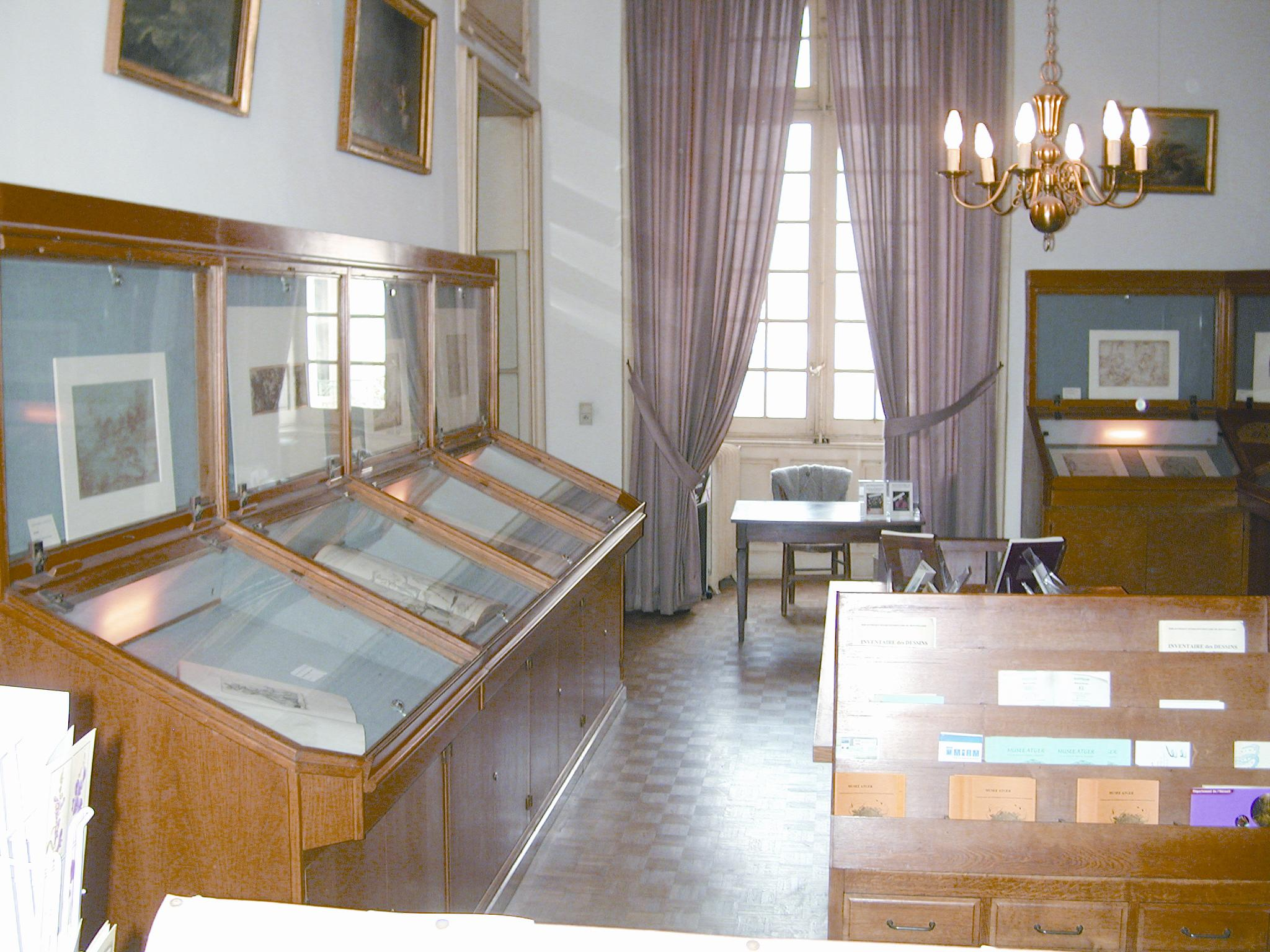
Le musée Atger.

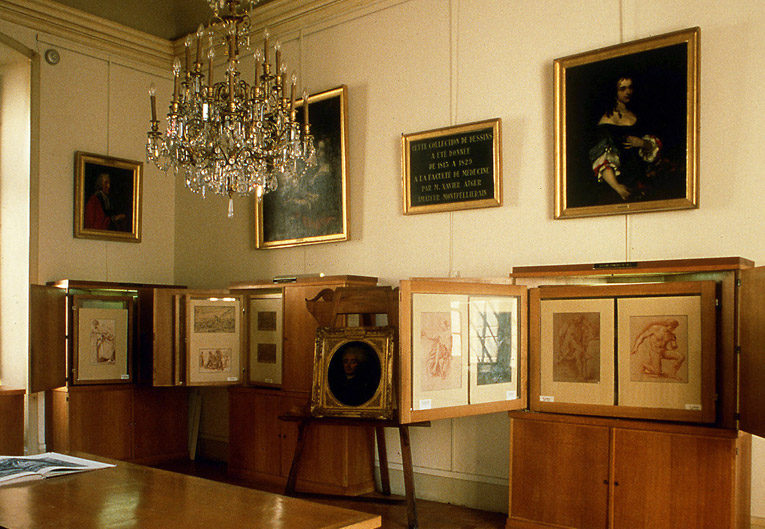
Le musée Atger (2e salle).

Abritée dans les anciens salons d'apparat de l'évêché, au premier étage de la faculté de médecine de Montpellier, la collection Atger constitue un ensemble de haut intérêt artistique : on a pu dire, eu égard à leur valeur, que les dessins du musée formaient la deuxième collection française après celle du Louvre, avec plus de 1 000 dessins et quelque 5 000 estampes. Le musée Atger est le plus ancien musée de Montpellier.
Le musée est composé d'une très riche collection de dessins des écoles flamande, italienne, hollandaise, allemande et française de la Renaissance au XIXe siècle, patiemment rassemblée par l'amateur d'art averti Xavier Atger (1758-1833) qui l'a léguée au siècle dernier à la bibliothèque de la faculté de médecine, par livraisons successives entre 1813 et 1832 des œuvres d’art qu'il avait collectionnées avec passion sa vie durant.
Depuis 1990, le musée Atger présente au public, dans deux salles réservées à cet effet, près de 500 dessins exposés en permanence. Tous les genres y sont représentés : motifs décoratifs, scènes historiques ou mythologiques, paysages (flamands et italiens en particulier) mais encore portraits, caricatures, physionomies humaines et animales…
Les signatures les plus illustres y sont présentes, de Charles Natoire à Rubens ou Giambattista Tiepolo, Bourdon, Jean-François de Troy, Jean-Honoré Fragonard, Hyacinthe Rigaud, Joseph-Marie Vien, Vigée-Lebrun, Paul Véronèse, Tintoret, Titien, Le Dominiquin, Le Guerchin, Valerio Castello, ou encore Jacob Jordaens et Antoine van Dyck … La collection offre également un large panorama des techniques du dessin : pierre noire, lavis, sanguine ou aquarelle.
La mise en valeur des collections, dans des locaux prestigieux mais exigus, prend diverses formes. Outre l’exposition permanente de 500 dessins, les prêts à des expositions nationales ou internationales, la publication d’ouvrages sur les dessins, l’édition de cartes postales sont autant de moyens de faire connaître le musée. Plusieurs autres projets sont à l’étude et devraient permettre au public d’admirer dans des conditions encore améliorées cette magnifique collection.
Le musée Atger est situé dans le bâtiment historique de la faculté de médecine à côté de la bibliothèque universitaire.
Il est ouvert le lundi, mercredi et vendredi de 13 h 30 à 17 h 45, fermé pendant les vacances de Noël et du 25 juillet au 25 août. L’entrée est gratuite.
Le musée Atger est géré par le Service inter-universitaire des bibliothèques de Montpellier (la BIU).

### Les fonds documentaires

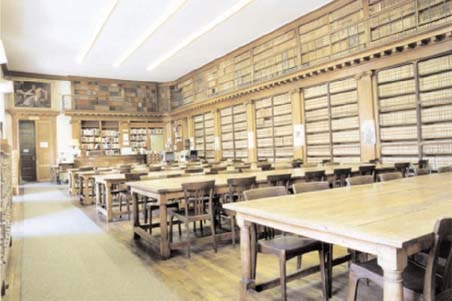
La salle de lecture historique de la bibliothèque universitaire de médecine.

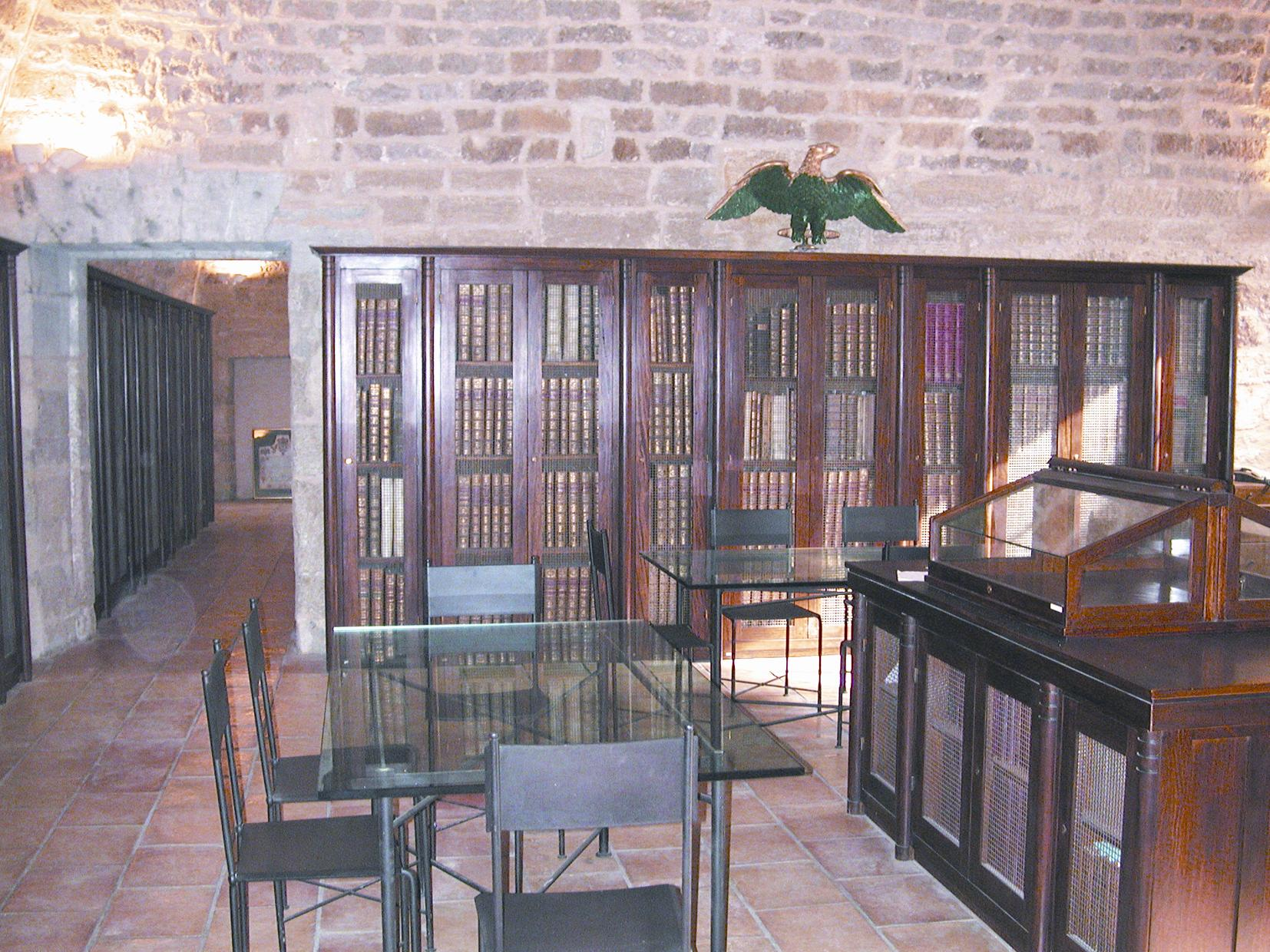
Les collections anciennes de l'UFR Médecine.

La bibliothèque universitaire de médecine conserve des collections patrimoniales qui dépassent largement le cadre médical, pourtant lui aussi bien représenté.
Cette situation trouve son origine dans la période post-révolutionnaire, quand Victor-Gabriel Prunelle, médecin et bibliothécaire mandaté par Jean-Antoine Chaptal en 1803, s'en alla faire le tour des « dépôts littéraires », pour l’essentiel à partir des confiscations révolutionnaires, pour constituer, pratiquement de toutes pièces, une bibliothèque digne de la prestigieuse École de médecine montpelliéraine dotée de nouveaux locaux depuis 1795. Avec une érudition et un dévouement remarquables, il mit sur pied un fonds encyclopédique dont la richesse et la cohérence forcent l'admiration.
Les 900 volumes de manuscrits, dont les deux tiers médiévaux (et 59 de la période carolingienne dont le psautier de Montpellier), parfois richement enluminés, et les 100 000 volumes imprimés avant le XIXe siècle -sans compter 300 incunables- furent en effet pour l'essentiel rassemblés par ses soins, même si la collection fut ensuite complétée par d'autres dons comme ceux de Paul-Joseph Barthez (plus de 5 000 ouvrages, surtout dans le domaine scientifique). Le fonds de manuscrits constitue le trésor et la grande originalité de la bibliothèque : il est absolument exceptionnel de trouver un tel ensemble de textes de tous les domaines au sein d'un site universitaire, tel le Tonaire de Saint-Bénigne de Dijon. Il s'agit, certainement, d'une des plus riches bibliothèques universitaires de France.
Aujourd'hui, la bibliothèque universitaire conserve, également, sur 9 kilomètres linéaires de rayonnage toutes les collections médicales (ouvrages, thèses et périodiques) jusque dans les années 1990. Depuis l'ouverture en 1993 de la bibliothèque de l'Unité pédagogique médicale à proximité des hôpitaux, les acquisitions courantes se sont recentrées sur les étudiants de premier cycle, qui sont accueillis dans la salle de lecture historique aux boiseries chaleureuses. Une autre salle est réservée aux chercheurs pour la consultation des fonds patrimoniaux.
La bibliothèque de médecine est gérée par le service commun inter-universitaire de Montpellier : la BIU. Un important travail de mise de documents anciens sur microfilms et CD-ROM est en cours de réalisation.

## Vie étudiante
La vie étudiante est rythmée par 15 associations, dont 9 associations représentatives qui organisent des événements culturels, de solidarité, des soirées et représentent ses étudiants au niveau national et territorial (par adhésion à leurs fédérations de filières et pour certaines à l'Association générale des étudiants de Montpellier), parmi ces associations est également présente ADEMMOOS (Association des élus étudiants de Montpellier Nîmes en médecine, orthophonie, orthoptie et sage femme) pour la représentation locale des étudiants de la faculté. Sont présentes également deux associations de tutorat en médecine (une à Montpellier et une sur le campus de Nîmes) pour préparer les étudiants au concours de première année, ainsi que deux associations de solidarité, une association musicale et une association sportive.

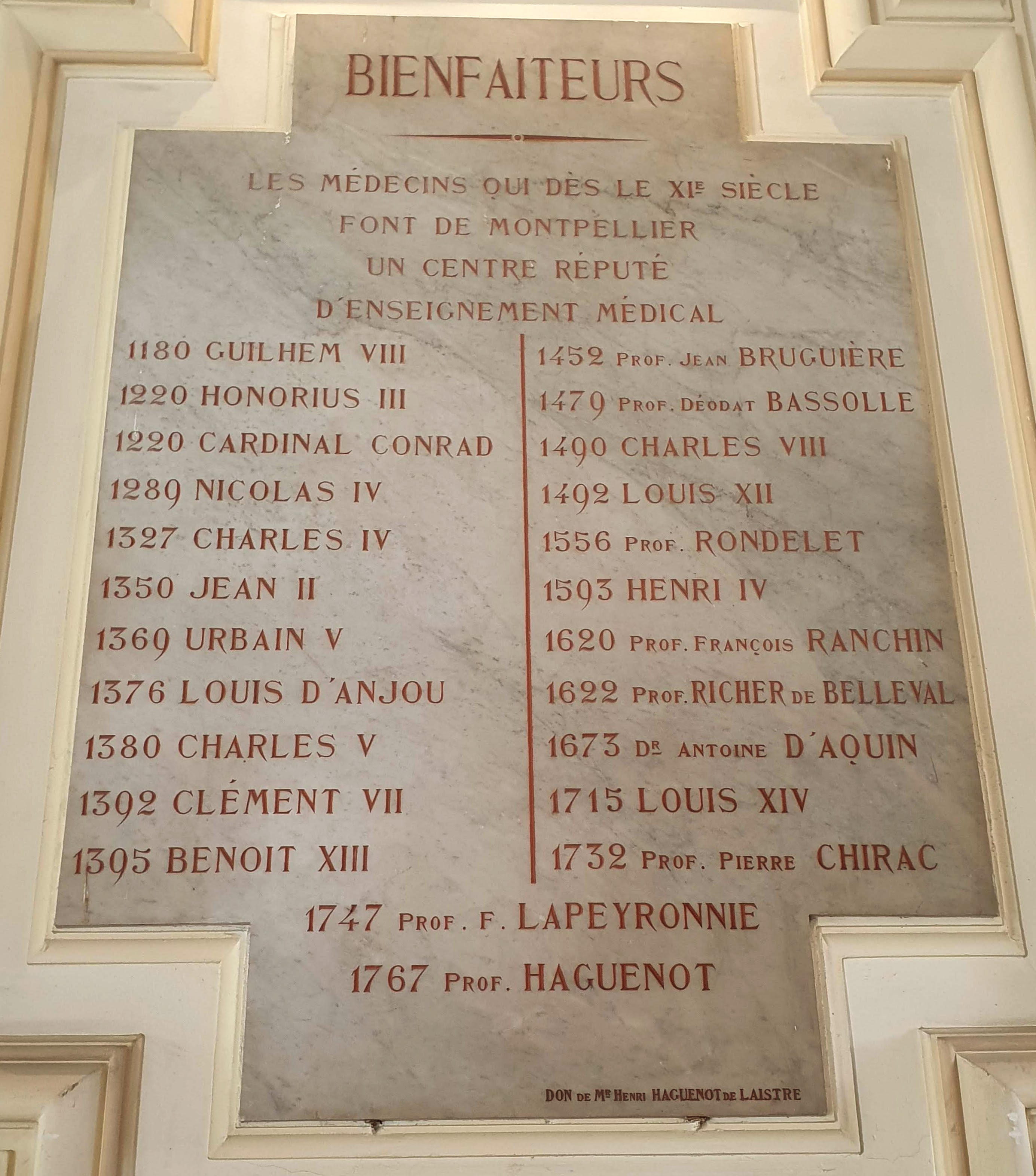
Plaque commémorative dans le vestibule de la faculté de médecine.

## Personnalités liées à la faculté de médecine de Montpellier

### Étudiants
- Jean XXI
- Arnaud de Villeneuve
- Gui de Chauliac
- Saint Roch
- Adam Fumée
- Jacques Dubois
- François Rabelais
- Nostradamus
- François Pidoux
- Guillaume Rondelet
- Jacques Daléchamps
- Conrad Gessner
- Charles de L'Écluse
- Laurent Joubert
- Pierre Pena
- Leonhard Rauwolf
- Félix Platter
- Mathias de l'Obel
- Jean Bauhin
- Pierre Richer de Belleval
- Joseph Pitton de Tournefort
- Gaspard Bauhin
- Thomas Platter le Jeune
- Théophraste Renaudot
- Pierre Borel
- Jean Pecquet
- Pierre Magnol
- Raymond Vieussens
- William Davisson
- Antoine Deidier
- François Lapeyronie
- Jean Astruc
- Antoine de Jussieu
- Antoine Fizes
- Bernard de Jussieu
- Théophile de Bordeu
- Henri Fouquet
- Samuel Auguste Tissot
- Philibert Commerson
- Jean-Joseph Menuret
- Pierre-Joseph Amoreux
- Philippe Pinel
- Adamántios Koraïs
- Guillaume Laennec
- Paul-Victor de Seze
- Jean-Antoine Chaptal
- Pierre Marie Auguste Broussonet
- Joseph Claris
- François Mireur
- Gaspard Laurent Bayle
- Victor Gabriel Prunelle
- Léon d'Astros
- Michel Félix Dunal
- Pierre Flourens
- Louis Peisse
- Étienne-Fréderic Bouisson
- Agnès McLaren
- Maria Cuțarida-Crătunescu
- Pauline Lautaud
- Amédée Borrel
- Émile Jeanbrau
- Rachel Rotenberg
- Henri Rouvière
- Paul Fiolle
- Bernard Pons
- Hélène Mandroux
- François Commeinhes

### Enseignants
- Bernard de Gordon
- Henri de Mondeville
- Adam Fumée
- Antoine de Saporta
- François Chicoyneau
- Antoine Magnol
- Jean Astruc
- François Boissier de Sauvages de Lacroix
- Gabriel François Venel
- Antoine Gouan
- Paul-Joseph Barthez
- Jean Charles Marguerite Guillaume de Grimaud
- Charles-Louis Dumas
- Jacques Draparnaud
- Jacques Lordat
- Jacques Mathieu Delpech
- Augustin Pyrame de Candolle
- Frédéric Bérard
- Félix André Augustin Poujol
- Antoine Louis Dugès
- Charles Frédéric Martins
- Antoine Béchamp
- Jean-Baptiste Fonssagrives
- Armand Sabatier
- Joseph Grasset
- Charles Henri Marie Flahault
- Maurice Granel
- Louis Vialleton
- Emmanuel Hédon
- Paul Boulet
- Hervé Harant
- Auguste-Louis Loubatières
- Christian Bénézech
- Jean-Antoine Rioux
- Henri Pujol
- Pierre Rabischong
- Henri Rochefort
- François-Bernard Michel
- Jean Seignalet
- Jean-Jacques Eledjam
- Henri Joyeux
- Jacques Touchon
- Jacques Domergue
- Pascal Pujol